# Малый фламинго
Ма́лый флами́нго (лат. Phoeniconaias minor) — вид птиц из семейства фламинговых. Самый маленький представитель семейства имеет ярко-розовое оперение, подкрыльный чёрный ряд оперения и узкое надклювье, которое плотно прижимается к подклювью, что позволяет фильтровать только мелкие частицы, в основном синезелёные и диатомовые водоросли. Обитает большей частью в пределах Восточно-Африканской рифтовой долины, в небольшом количестве встречается в Южной и Западной Африке, а также на западе Индии и в Пакистане. Птицы заселяют отдалённые солёные и щелочные озёра. Это самый многочисленный вид фламинго, более 75 % популяции связано с озером Натрон в Танзании. Малый фламинго образует очень многочисленные гнездовые колонии, иногда смешанные с розовым фламинго. Гнёзда представляют собой кучи высохшей грязи на мелководье. Откладывает одно яйцо, инкубационный период продолжается 28 дней, птенцы не могут добывать пищу самостоятельно и более двух месяцев зависят от родителей, которые кормят их сначала «молочком», а затем частично переваренной пищей.
Малый фламинго был описан французским зоологом Этьенном Жоффруа Сент-Илером в 1798 году. Международный союз орнитологов относит данный вид к роду малые фламинго (Phoeniconaias), или африканские фламинго, выделенному британским зоологом Джорджем Робертом Греем в 1869 году, в который также включают несколько ископаемых видов. Ряд учёных объединяет всех современных и родственных им ископаемых фламинго в род фламинго (Phoenicopterus).

## Описание
Малый фламинго — наиболее мелкий представитель семейства: его полная длина, включая ноги-ходули и длинную изогнутую шею, достигает 80—90 см, размах крыльев — 95—100 см, масса — 1500—2000 г. Самец несколько крупнее самки. В работе 1898 года приводится длина крыла у самца 34,3 cм, а у самки — 33 cм. Длина хвоста — 11,4 cм, расстояние от основания клюва до его кончика по прямой — 9,4 cм. Фламинго Джеймса (Phoenicoparrus jamesi) лишь слегка крупнее, его длина составляет 90—92 см.
Окраска оперения малого фламинго обычно ярко-розовая, на кроющих перьях крыльев цвет особенно интенсивен. Часть кроющих перьев крыла может быть окрашена в багровый цвет, другие перья обычно ярко-розовые или чёрные (нижние кроющие). У старых птиц на груди и спине могут быть багровые пятна. Первостепенные и второстепенные маховые перья чёрные, остальные маховые перья и перья хвоста — розовые. У фламинго короткие крылья и хвост. У стоящей птицы внутренние второстепенные маховые перья длиннее первостепенных, крылья и хвост частично скрыты плечевыми перьями и перьями надхвостья, которые вместе образуют «бахрому». Яркая окраска оперения фламинго обусловлена каротиноидами, синтезируемыми водорослями или другими организмами и получаемыми напрямую или через питающихся ими беспозвоночных. У малого фламинго оперение содержит только кантаксантин, феникоксантин и астаксантин и не содержит других пигментов. Каротиноиды быстро разрушаются на свету, и в условиях искусственного содержания, если птиц не кормить продуктами, содержащими эти пигменты, они быстро теряют оттенки розового, становясь полностью белыми.
У молодых птиц оперение серо-коричневое, с коричневой головой и шеей, немного темнее, чем у молодых розовых фламинго (Phoenicopterus roseus). По другим описаниям, голова, шея и грудь молодых птиц пепельно-серые, а кроющие перья и спина — коричневые. Маховые перья чёрные. Молодые птицы приобретают взрослое оперение в возрасте трёх — четырёх лет.
Линька у всех представителей семейства очень нерегулярна. Российский орнитолог Евгений Александрович Коблик полагает, что во время линьки малые фламинго, как и водоплавающие птицы, сбрасывают все перья одновременно и теряют способность к полёту. По другим сведениям, такое происходит лишь изредка, при этом продолжительность периода, во время которого птицы не могут летать, иногда достигает трёх недель.
Очень длинные ноги и шея фламинго, возможно, призваны держать голову птиц подальше от раскалённой земли. Голень малого фламинго не оперена, на ногах четыре пальца. Три коротких передних пальца с тупыми ногтями направлены вперёд и соединены хорошо развитой перепонкой, дающей птицам дополнительную поддержку при ходьбе по илистому дну и позволяющей им неплохо плавать. Ноги — красные или розовые, основным пигментом в перепонке является астаксантин. Задний палец развит слабо и расположен выше ступни. Длина заднего пальца у малого фламинго составляет 1,2 см, среднего пальца — 8 см.
Как и все фламинго, малый обладает маленькой головой с массивным клювом, круто загнутым вниз. Клюв длинный и очень тёмный, бордовый у основания и чёрный на кончике. Надклювье у́же, чем у остальных фламинго, в глубину клюва спускается киль, который перекрывает все щели. По краям надклювья и подклювья развиты роговые пластинки размером 1,0 × 0,4 мм, которые отсеивают все крупные частицы и не дают им попасть в рот; кроме того, цедильный аппарат включает до 10 тысяч микроскопических щетинок, или 20 щетинок на мм². Язык у малого фламинго овальной формы (у основания языка его высота составляет 1,3 см, а ширина — 0,8 см) и длиной 8,8 см. Вокруг клюва перья багровые. Уздечка, подбородок и область вокруг глаз не оперены.
Радужка глаза золотисто-жёлтая, внешний круг — оранжевый; по другим описаниям, радужка глаза красная. Исследования зрения малого фламинго показали, что визуальное поле узкое, ограниченное надклювьем, над головой и позади неё находятся большие слепые пятна. По-видимому, такое зрение позволяет родителям ориентироваться при кормлении птенцов, но при этом птицы, которые чаще всего стоят с опущенной в воду головой, могут не видеть то, что происходит у их ног и по направлению движения. Возможно, именно для того, чтобы сканировать слепые пятна, фламинго регулярно делают взмахи головой.
Вокализация малого фламинго схожа с громкими и грубыми позывками розового фламинго, но исполняется в более высокой тональности. Наиболее распространённой позывкой является тихое бормотание «murr-err», его можно слышать непрерывно около колонии фламинго. В полёте птицы обычно кричат «kwirrik», напоминая чаек.

Внешний вид малого фламинго
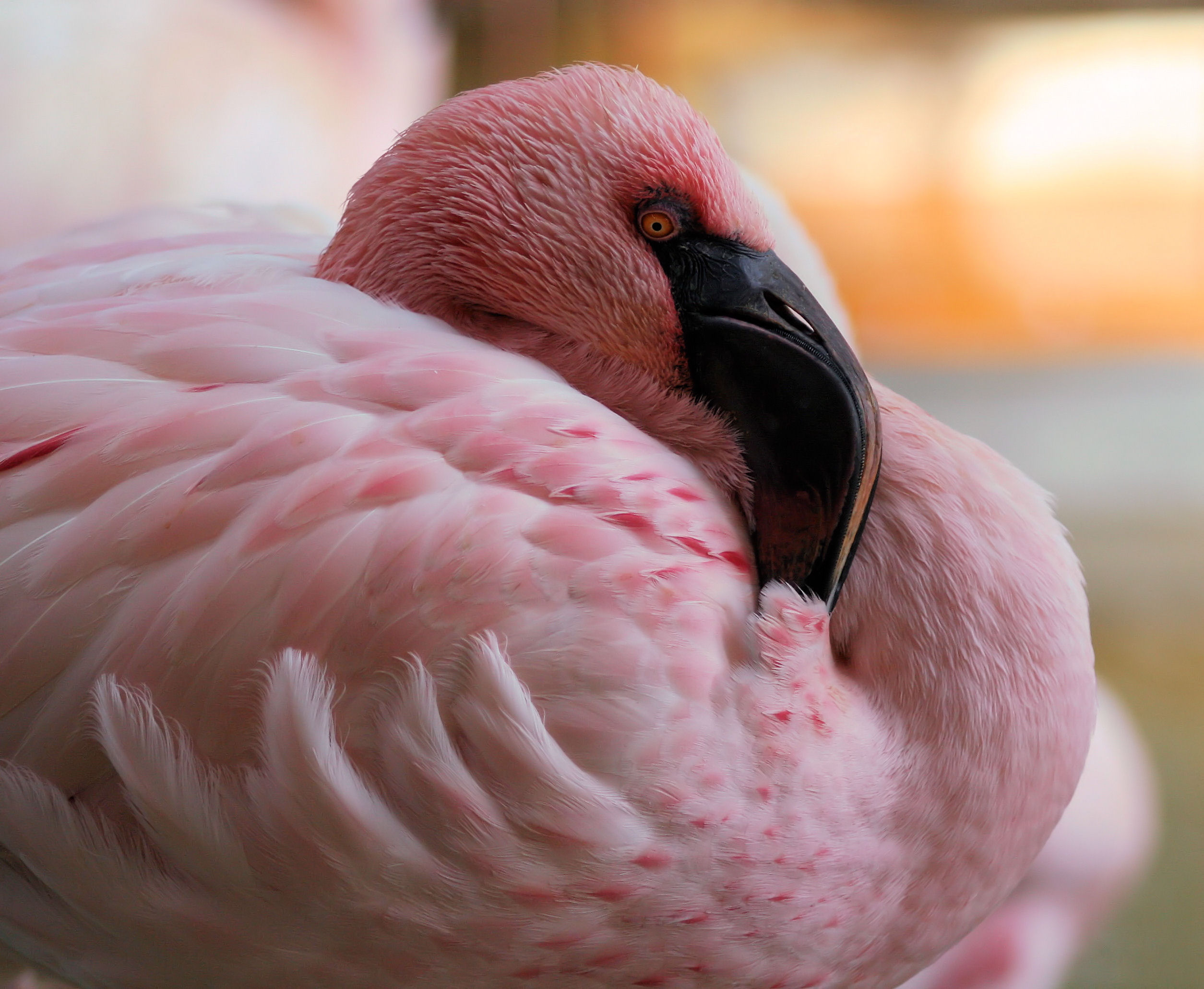
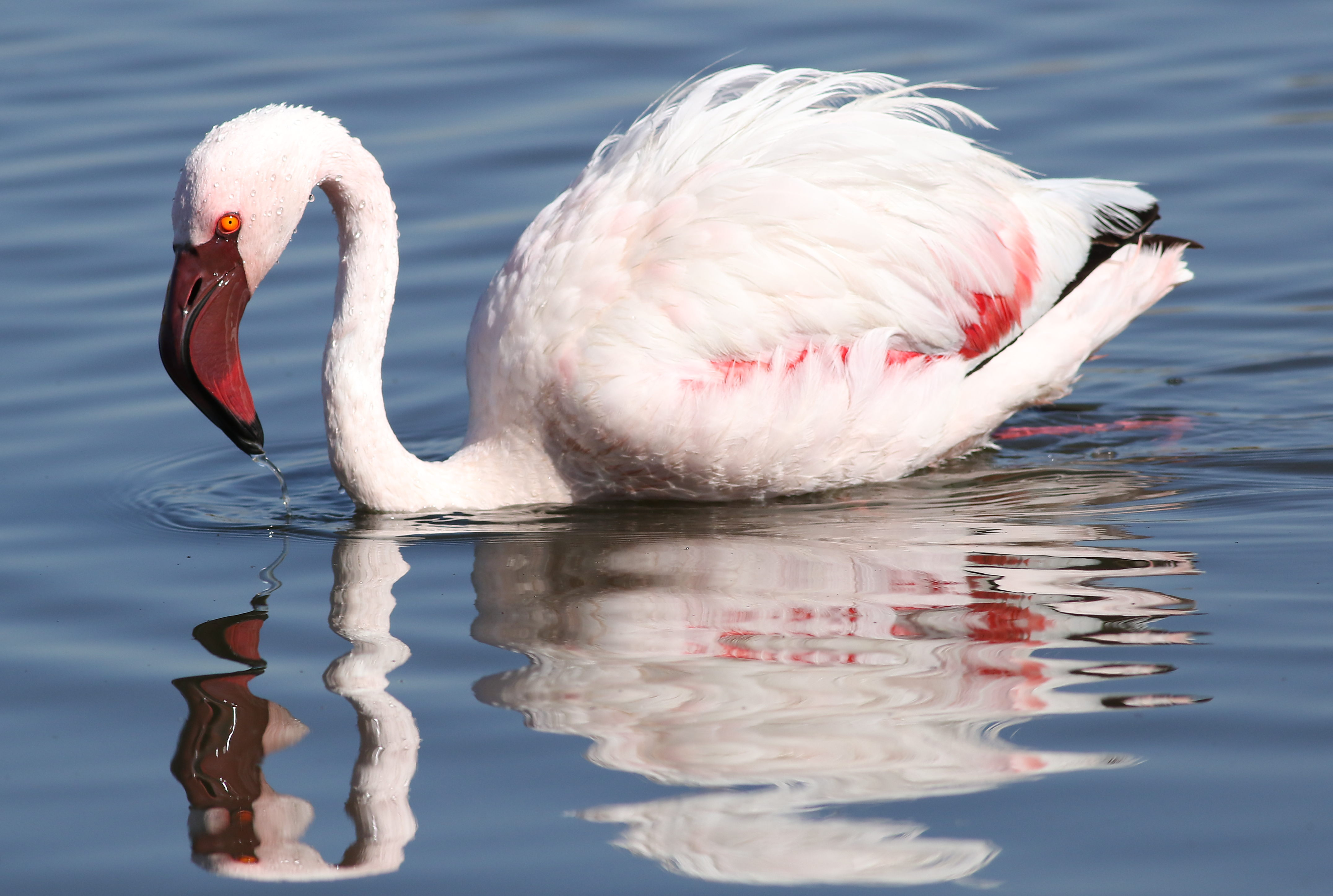
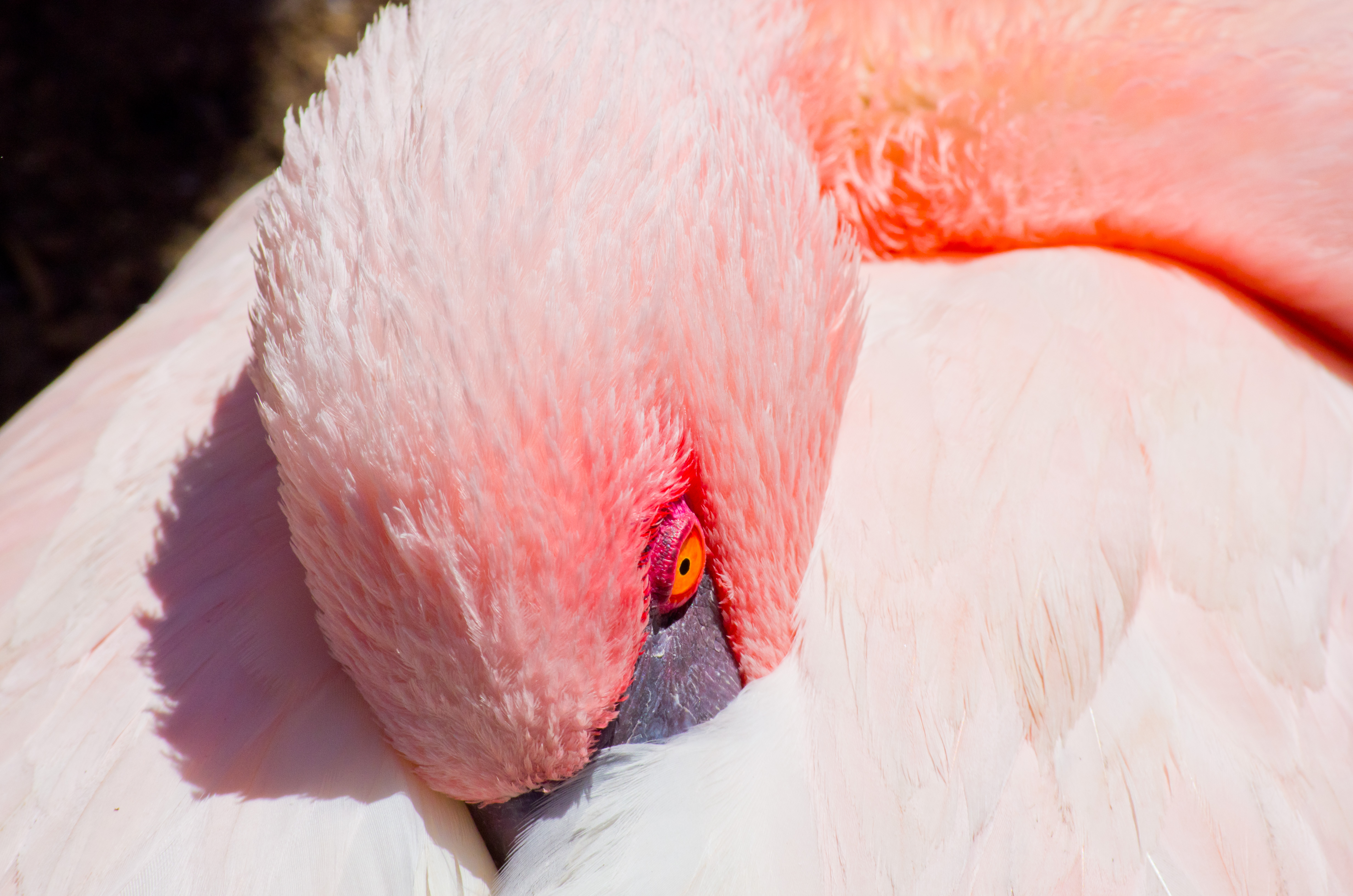
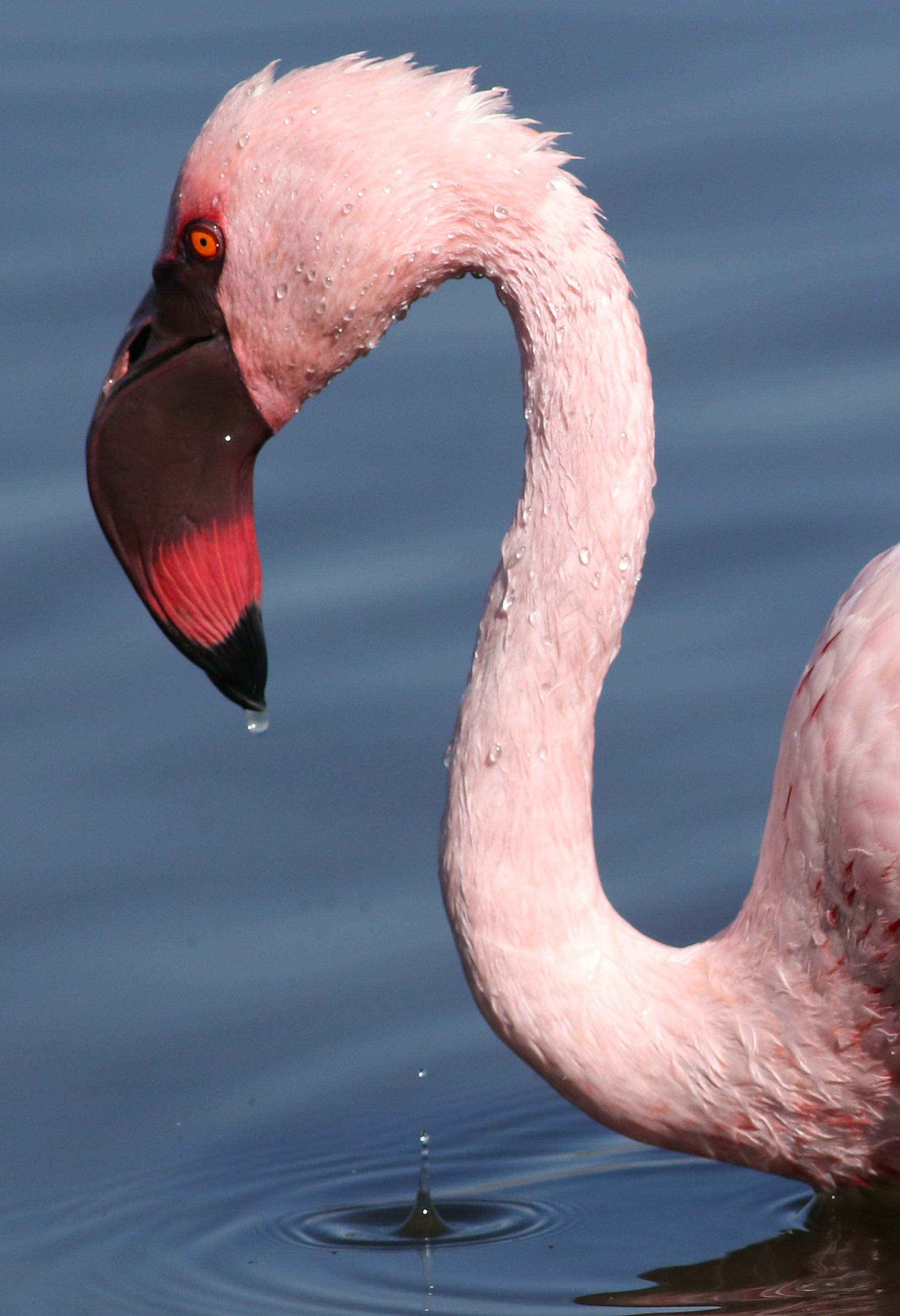
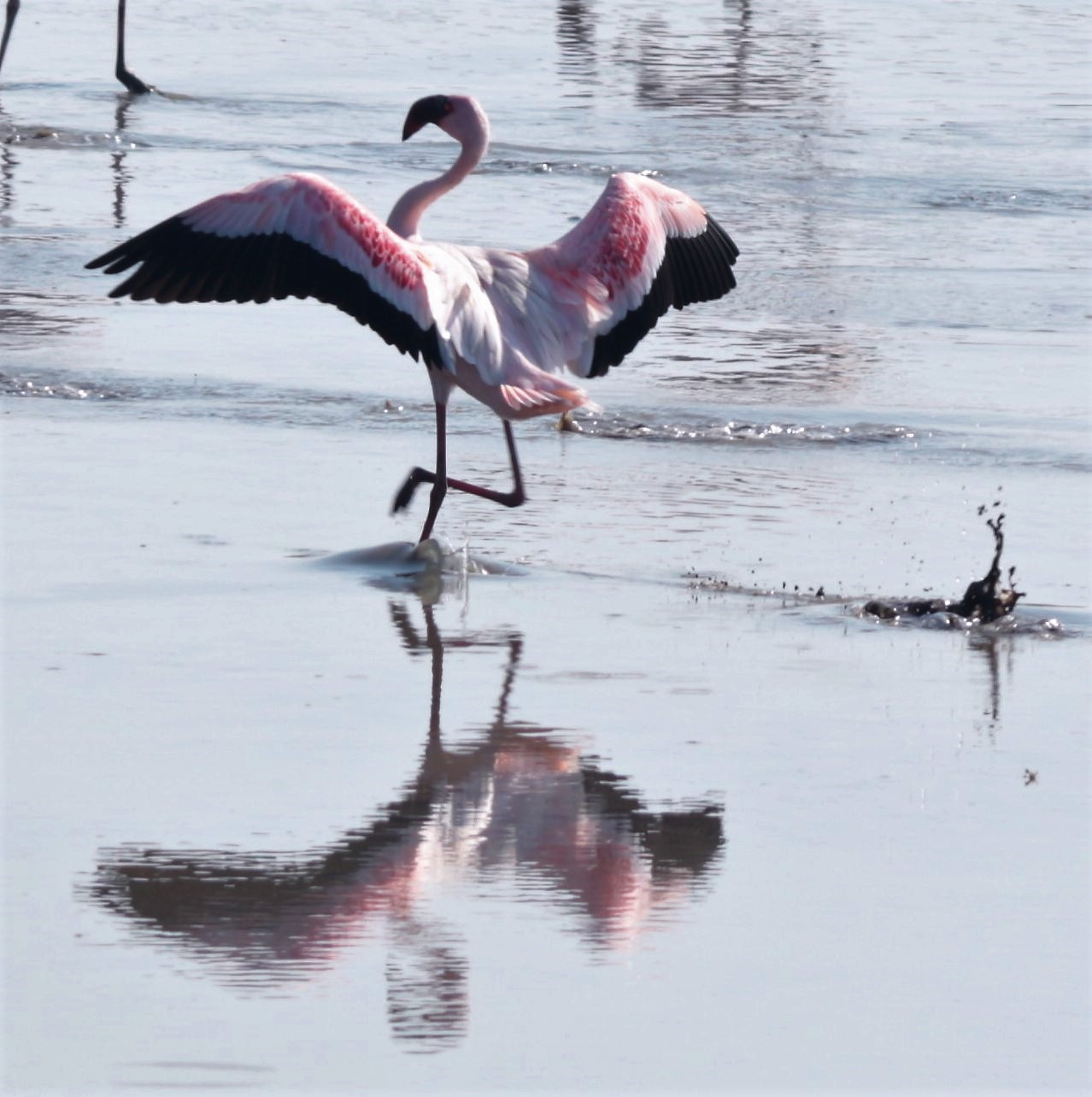

## Распространение

### Ареал
Из шести современных представителей семейства только малый и розовый фламинго обитают в Старом Свете, остальные — в Центральной и Южной Америке. Птиц регулярно отмечают в 30 (29) странах мира, изредка они встречаются ещё в 26 странах. Площадь ареала малого фламинго составляет 27 700 000 км². Выделяют четыре основных популяции: крупнейшая в Восточной Африке в районе рифтовой долины (Эфиопия, Кения, Танзания) и менее многочисленные в Южной Африке (Намибия, Ботсвана), в Западной Африке (Мавритания, Камерун) и в Южной Азии (побережье между Йеменом и Бангладеш, на северо-западе Индии и юго-востоке Пакистана). Кочующие птицы могут достигать Марокко, Алжира, Туниса, Пиренейского полуострова, Франции, Италии, Дании, Нидерландов, Турции, Кипра, Израиля и Египта. В Испании и Франции были отмечены также птицы, покинувшие зоопарки, но чаще наблюдались дикие птицы. В Испании они присоединились к колонии розовых фламинго и успешно размножались в 2007, 2011 и 2013 годы.
Малый фламинго — самый многочисленный среди всех представителей семейства. В 1997 году специалисты оценили его общую численность в 2,2—3,2 млн особей. По данным 2006 года 390 тысяч фламинго (по другим данным, 650 тысяч) обитают в Азии, а остальные — в Африке, причём в подавляющем большинстве — 1,2—2,5 млн особей — в районе рифтовой долины. В меньшей степени малый фламинго представлен в Южной Африке — 55—65 тысяч, и Западной Африке — 15—25 тысяч. Неизвестно, из какого региона — Восточной или Южной Африки — малые фламинго прилетают на остров Мадагаскар. Численность птиц на озере Ихутри в юго-западной части острова может достигать 20 тысяч особей.
Малый фламинго предпочитает мелководные прибрежные лагуны, внутренние солёные и щелочные озёра. В Азии большие скопления птиц обитают на мелководных побережьях морских заливов и в маршах Большого Качского Ранна. В Африке крупные смешанные колонии (вместе с розовым фламинго), насчитывающие до нескольких сотен тысяч особей, отмечены на солёных и солонцеватых озёрах Магади, Натрон, Накуру, Туркана, Богория и Найваша. При этом розовый фламинго составляет менее 10 % от популяции фламинго в Африке. В сравнении с розовым фламинго малый часто выбирает водоёмы с более щелочной водой, что обусловлено характером питания. Из-за особенностей диеты более 95 % птиц обитают в 12 основных компактных регионах, включающих 73 участка.
Места обитания малого фламинго крайне враждебны для других животных и растений. Дневная температура воды и воздуха обычно колеблется от 40 до 50 °C, уровень солёности в озёрах Накуру и Богория составляет 30—50 грамм на литр, pH — 10. Лесли Браун в своей книге «The mystery of the flamingos» 1959 года так описывал места обитания фламинго: «Потрогай дерево и наткнёшься на шип, опустись ближе к воде, и тебя заживо съедят москиты, но тебе не нужно беспокоиться обо львах, рычание которых всё ещё раздаётся вокруг» (англ. «Touch a tree and it is thorny; camp near water and you are eaten alive by mosquitoes, although you need not fear the lions that still roar around you in the wilder parts»).

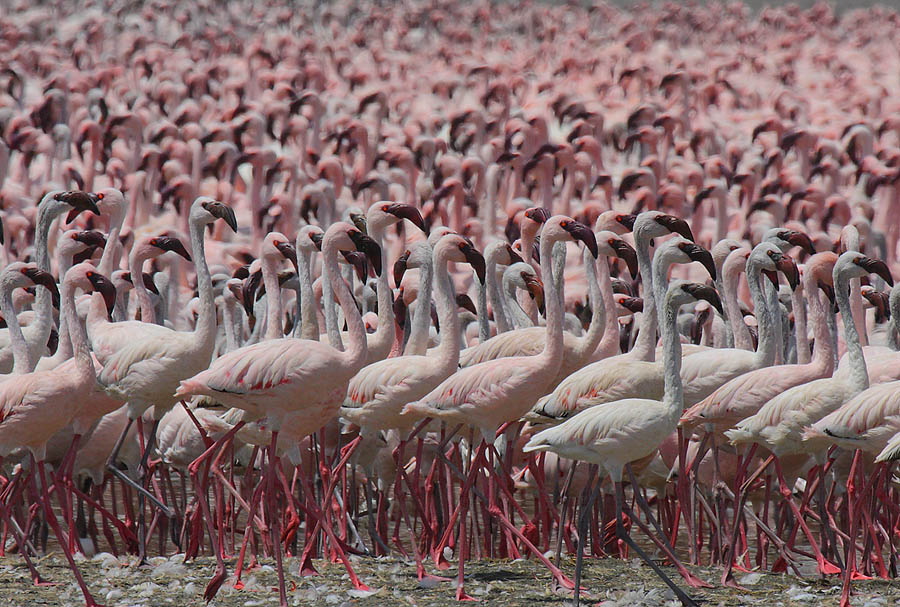
Озеро Богория
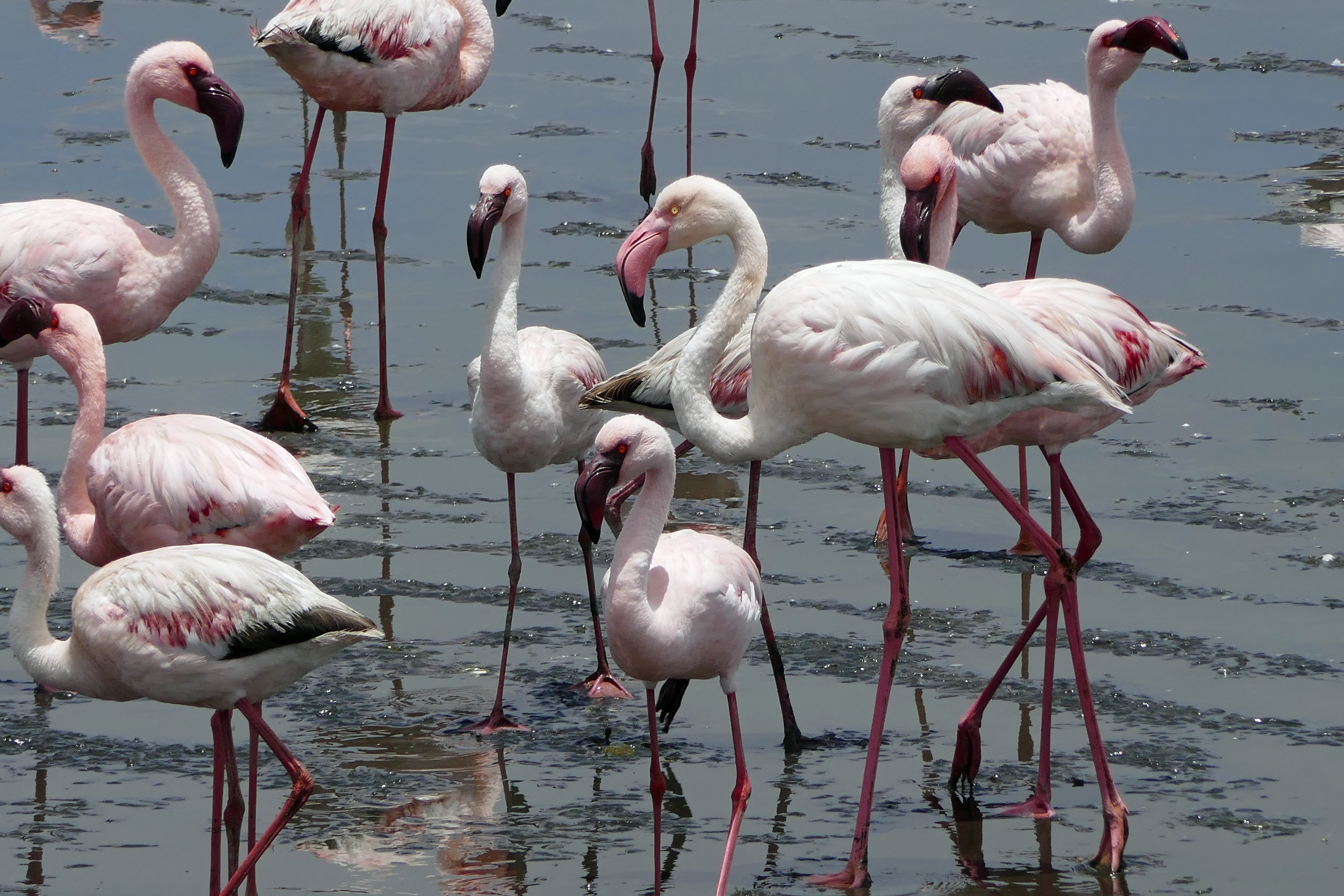
Уолфиш-Бей
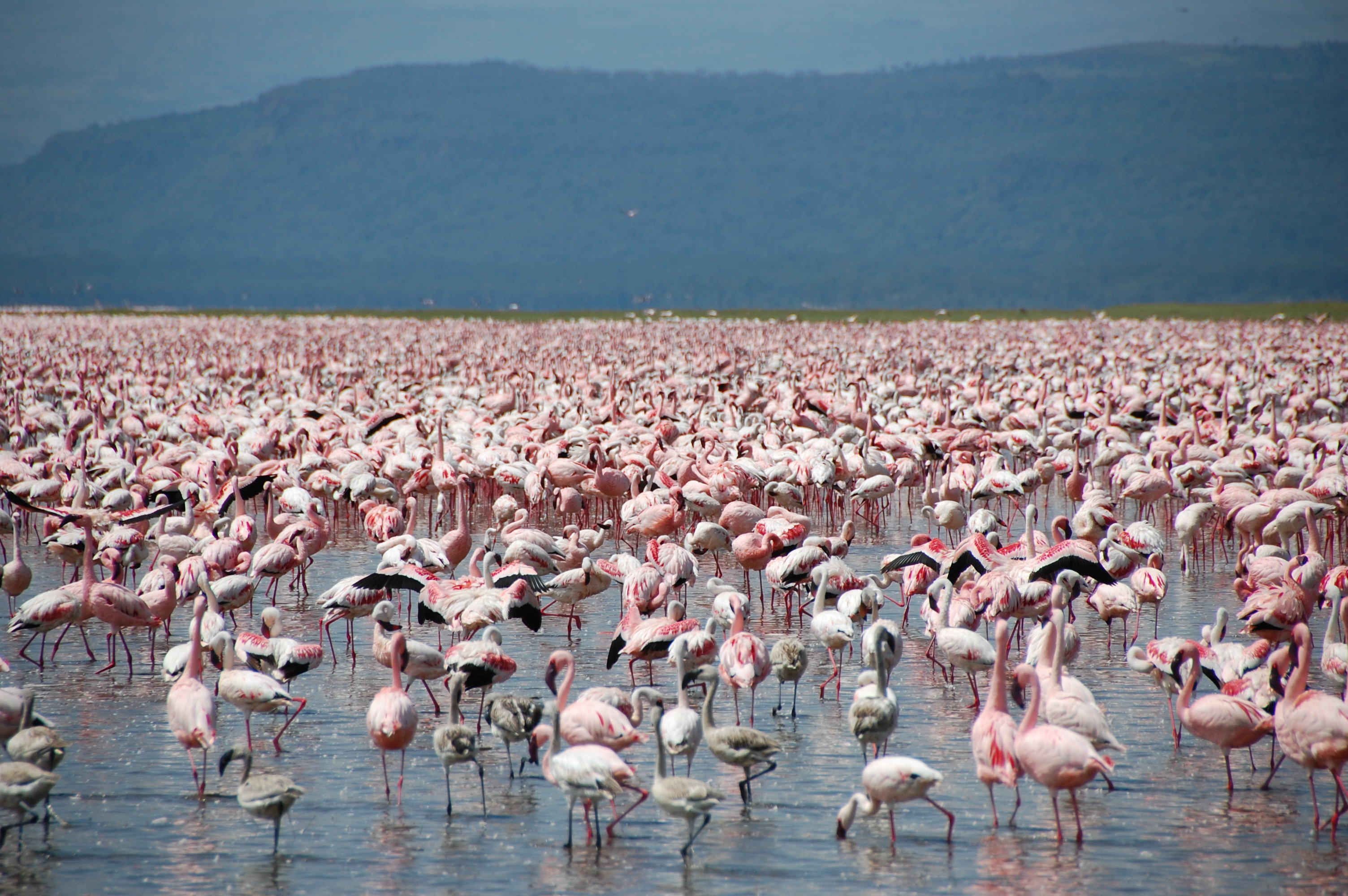
Озеро Накуру
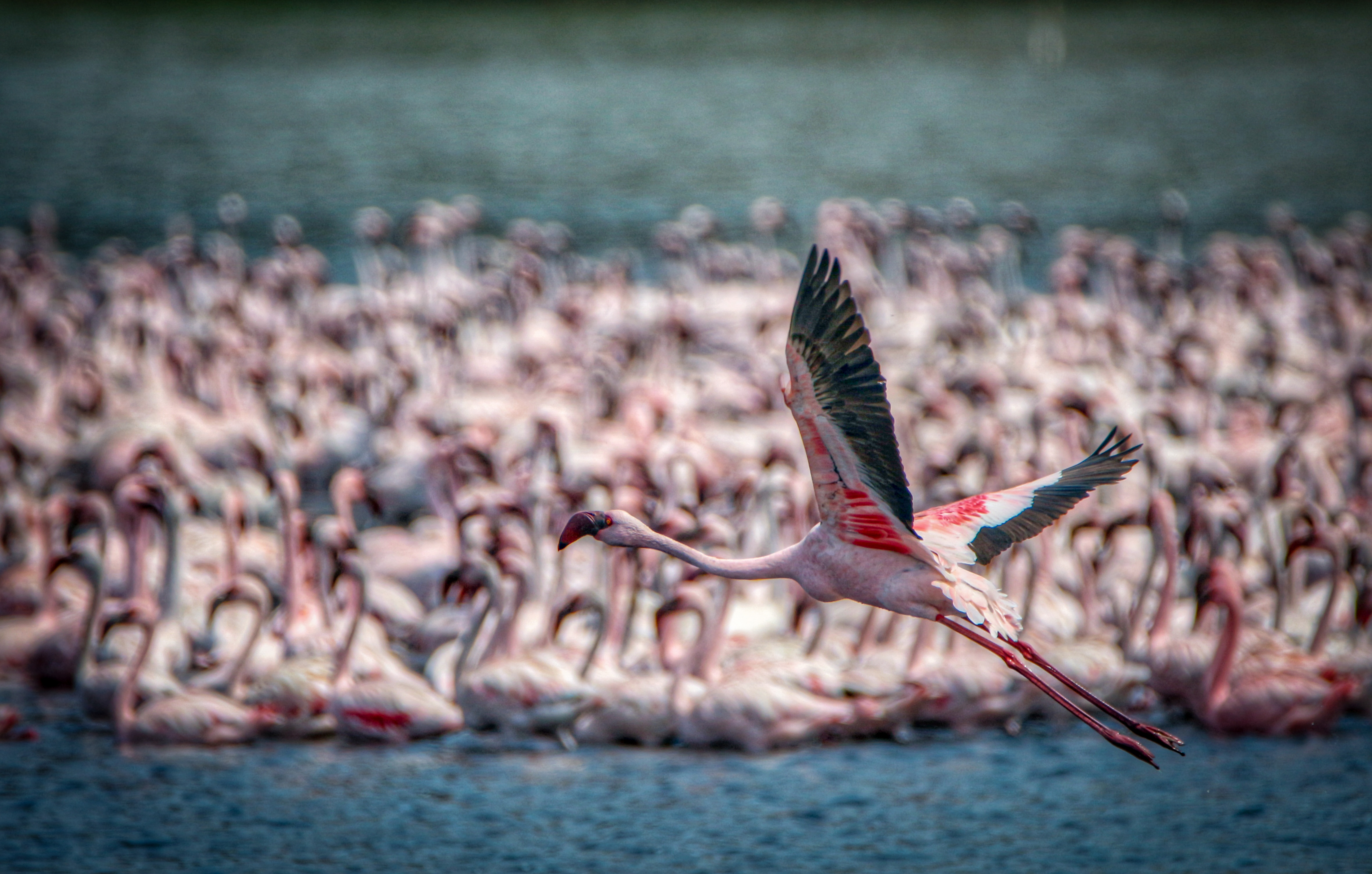
Мумбаи

### Миграция
Малый фламинго осуществляет сезонные миграции к местам, пригодным для гнездования, пролетая несколько сотен километров; по другим данным, для них более характерны нерегулярные кочёвки. Птицы достаточно быстро реагируют на изменения уровня воды и локальные изменения климата и перемещаются в другие районы в случае ухудшения условий — по этой причине контроль за их численностью бывает затруднён. После истощения запасов пищи фламинго мигрируют большими стаями, осуществляя перелёты преимущественно по ночам. Они могут летать и днём (их отмечали пилоты самолётов), но предпочитают большие высоты, вероятно, чтобы избежать столкновений с орлами.
В Южной Африке малые фламинго перелетают между солончаком Этоша в Намибии и солончаком Макарикари (англ. Makarikari) в Ботсване, расстояние между которыми составляет 960 км. По всей видимости, гнездовые колонии существуют только в Ботсване. В 2001 и 2002 годах несколько птиц из Ботсваны и Кении были снабжены передатчиками, которые позволили отслеживать их с помощью спутников. Птицы совершали перемещения на большие расстояния, но оставались в пределах своих ареалов. Одна из птиц за 15 месяцев преодолела в общей сложности 7870 км, совершив 70 перелётов. С помощью спутников учёные отследили перемещение малого фламинго за одну ночь на 525 км из Мавритании через Гвинею-Бисау в Гвинею.
Долгое время учёные полагали, что четыре основных популяции фламинго не пересекаются между собой и генетически изолированы. Противники этой теории указывали на то, что часто происходит связанное изменение численности в Восточной и Южной Африке (в одном регионе, расстояние между которыми более 1440 км, количество малых фламинго резко падает, в то время как в другом — возрастает). В частности, в 1974 году в районе солончака Макарикари в Южной Африке было зафиксировано около миллиона птиц, в то же время произошло резкое сокращение численности на озере Накуру. Совершая полёт со скоростью около 60 км в час, малые фламинго не могли бы преодолеть за ночь более 600 км, в то же время никаких стоянок по дороге обнаружено не было. В 2003 и 2004 годы были опубликованы результаты спутникового слежения малых фламинго, которые не показали перемещения птиц между Восточной и Южной Африкой. Однако, согласно опубликованным в 2008 году генетическим исследованиям, между ними происходит поток генов, достаточный для поддержания панмиксии, количество мигрантов при этом составляет 3—4 птицы в поколение (25 лет). Возможно, в прошлом территория была более влажной и популяции были связаны широкой полосой щелочных и солёных озёр протяжённостью 2800 км.
В 1997 году в Западной Сахаре была найдена птица, окольцованная в 1962 году на озере Магади, что подтвердило возможность сообщения между Западной и Восточной Африкой. Перемещения между популяциями в Африке и Индии также возможны, но прямых доказательств крайне мало, спутниковым слежением таких перемещений до 2019 года отмечено не было. Количество мигрантов, согласно молекулярным исследованиям, составляет 2—3 птицы в поколение. Учёные полагают также, что малочисленные популяции в Западной Африке и Индии не могли бы поддерживать свою численность без миграции из других регионов.

## Питание
Рацион малого фламинго довольно ограничен. В общей сложности учёные обнаружили в рационе представителей трёх порядков синезелёных водорослей, в частности Arthrospira, Oscillatoria, Lyngbya, и девяти порядков водорослей, в том числе диатомовые водоросли Navicula, Bacillariophyceae. Помимо этого, птицы поглощают мелкие частицы песка (около 80 % из них имеют диаметр менее 0,5 мм), которые помогают разбивать твёрдые стенки синезелёных водорослей. При пересыхании озёр и гибели основных кормов употребляет в пищу мелких беспозвоночных, в частности коловраток Brachionus и артемий (Artemia salina).
Основным источником пищи являются микроскопические синезелёные водоросли Arthrospira, которые имеют самый подходящий размер для клюва малого фламинго. У других водорослей более низкая пищевая ценность по сравнению с Arthrospira. Водоросли, которыми питается малый фламинго, встречаются только в щелочных и солёных озёрах и лагунах, устьях рек. Малые фламинго считаются единственными животными, которые могут питаться только синезелёными и диатомовыми водорослями. Во время засухи солёность и щёлочность озёр увеличиваются, а во время обильных дождей — уменьшаются. И в том, и в другом случае в водоёмах развиваются другие микроорганизмы, менее подходящие для питания малого фламинго. При недостатке синезелёных водорослей малые фламинго переключаются на диатомовые, основным недостатком которых является их медленный рост. Обычно диатомовые водоросли в местах их скопления очень разнообразны, на кормовых территориях фламинго представлено более 100 видов.
Малому фламинго требуется 60 г сухого веса синезелёных водорослей в день. Концентрация водорослей на некоторых озёрах составляет около 3 граммов на литр, то есть каждый малый фламинго должен отфильтровать около 20 литров воды в день. Когда концентрация снижается до 1 грамма на литр, энергия, затрачиваемая на кормление, превышает энергию, получаемую из пищи, и птицы перемещаются в другую область, иногда на том же озере. По другим расчётам, малые фламинго могут перекачивать до 30 литров воды в час, а продолжительность их дня составляет 12,5 часов, в результате каждая птицы съедает 72 г сухих синезелёных водорослей. Один грамм сухих водорослей эквивалентен примерно 8,5 г свежих, таким образом, птицы съедают более 600 грамм корма в день, что составляет около трети общей массы птицы. Колонии на озёрах Накуру и Богория в Кении могут потреблять в общей сложности более 60 тонн водорослей в день (около 2000 тонн в год), что соответствует 50—94 % выработки водорослей.
Лотар Криниц обратил внимание, что Arthrospira, в отличие от Spirulina, размножаются на поверхности воды, а не на дне. Необходимые водоросли скапливаются в большом количестве на поверхности солёных водоёмов. Малый фламинго добывает корм в верхних слоях воды, погружая голову только на 3—6 см, в то время как розовые фламинго добывают корм со дна. Нижняя челюсть у малых фламинго служит поплавком, позволяя голове плавать на подходящей глубине, ноздри при этом остаются над водой. Для кормления этот вид нуждается в более спокойных водах, при сильном ветре он предпочитает отдыхать и чиститься около берега. Может организовывать плотные стада, в центре которых вода успокаивается. Малый фламинго питается ночью или ранним утром, когда поверхность воды более спокойная. Для добычи пропитания может плавать. Малые фламинго очень часто формируют мягкие, сине-зелёные погадки с острым запахом.
Птицы погружают голову в воду и фильтруют планктон клювом, используя язык в качестве насоса. Фламинго держат челюсти, по краю которых расположены многочисленные пластины, лишь слегка открытыми, что позволяет им избежать проглатывания слишком крупных частиц. Характерный изгиб клюва гарантирует почти одинаковый зазор между челюстями по всей длине клюва. У малого фламинго расстояние между пластинами очень мало, оно составляет 0,01 × 0,05 мм и не пропускает частицы, крупнее чем 0,4 × 1,0 мм. Птицы качают субстрат 15—20 раз в секунду, перекачивая намного меньше воды за раз по сравнению с розовыми фламинго, который закачивает воду и грязь 5—6 раз в секунду. Частое соседство с розовым фламинго не создаёт кормовой конкуренции между видами, поскольку различное строение клюва позволяет представителям этих видов питаться кормом разного размера.
Для утоления жажды птицы пьют солёную, родниковую и дождевую воду. В противоположность красному фламинго малый больше активен в тёмное время суток, днём предпочитая отдыхать, стоя на одной ноге.

Питание малого фламинго
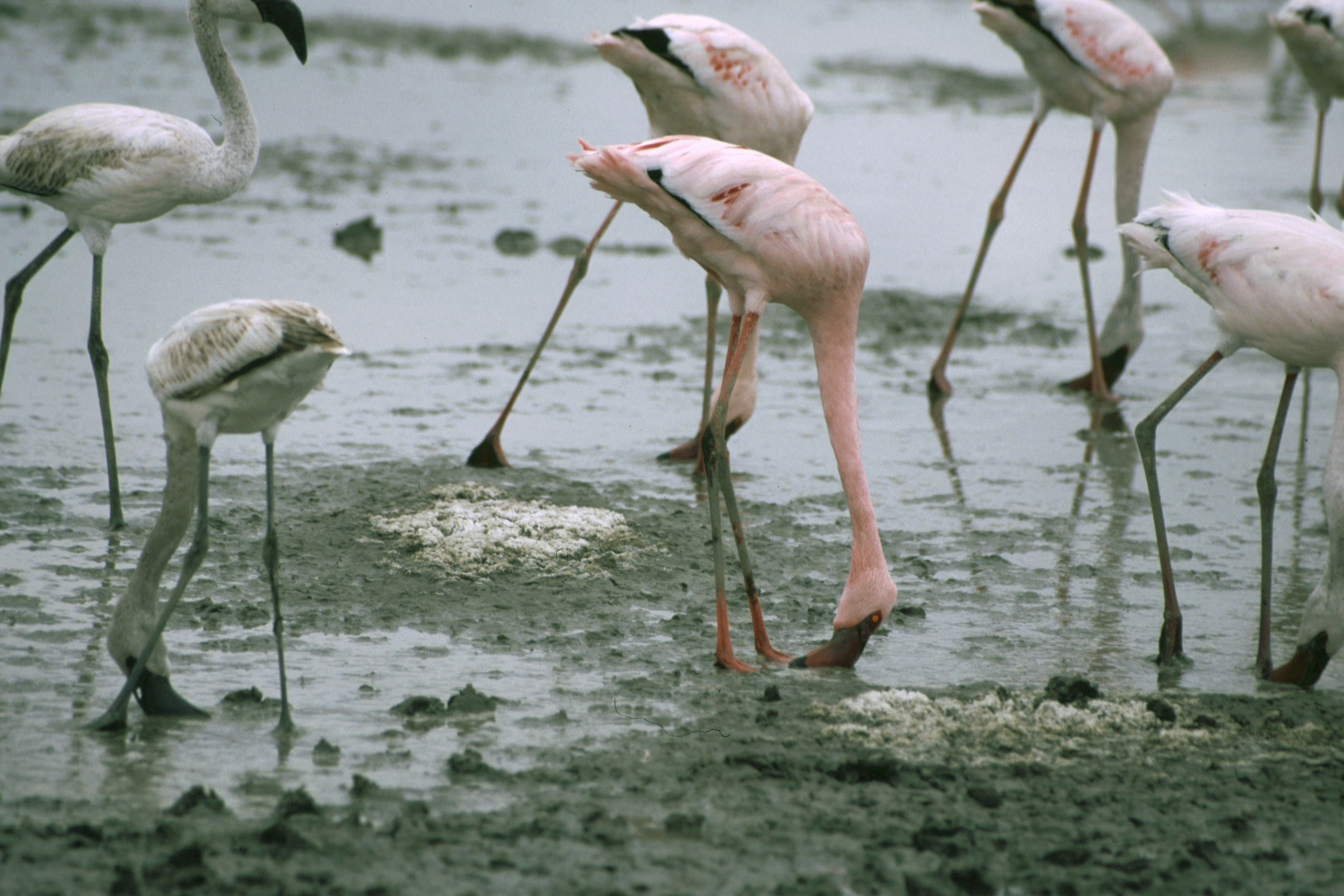
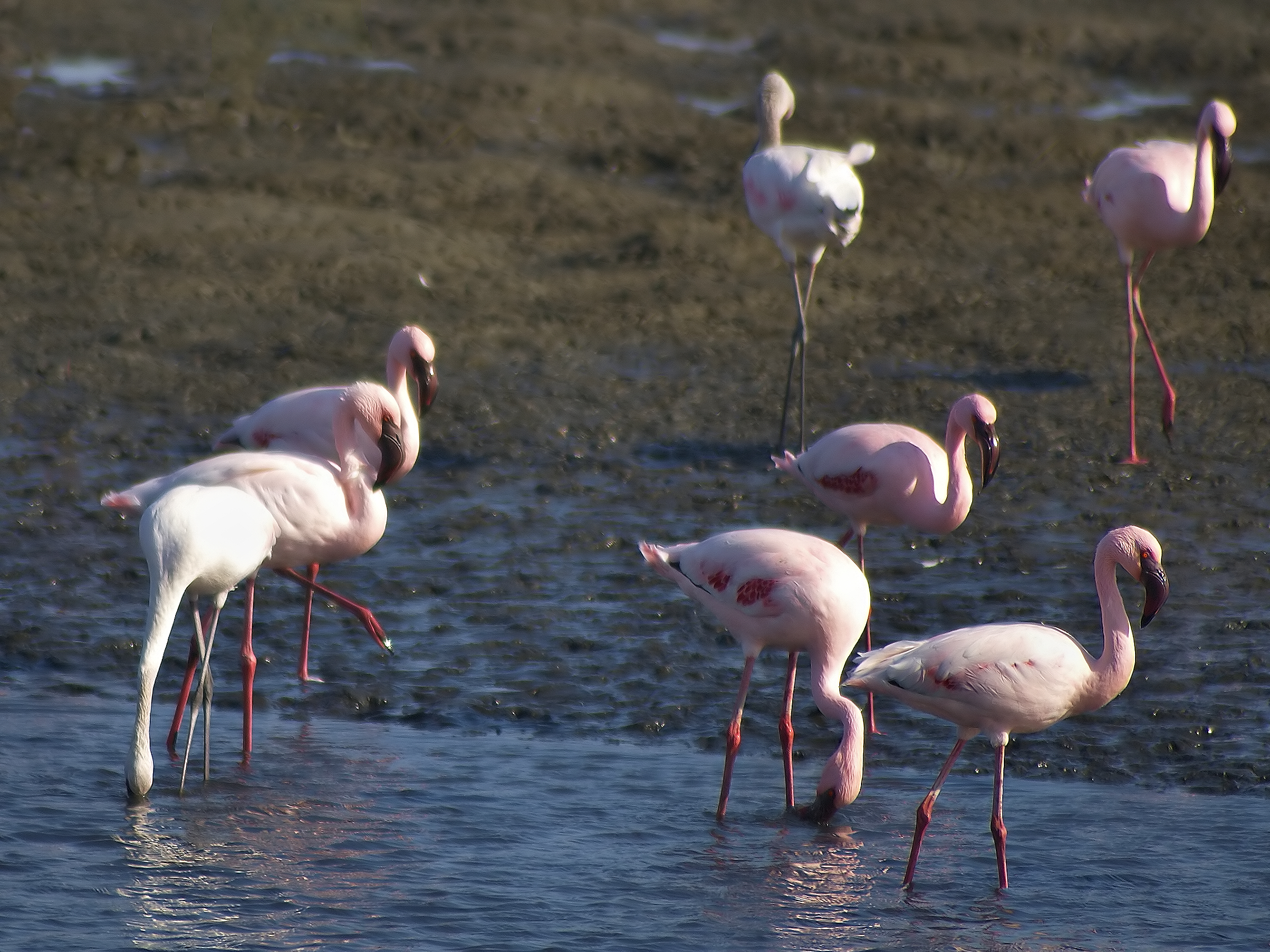
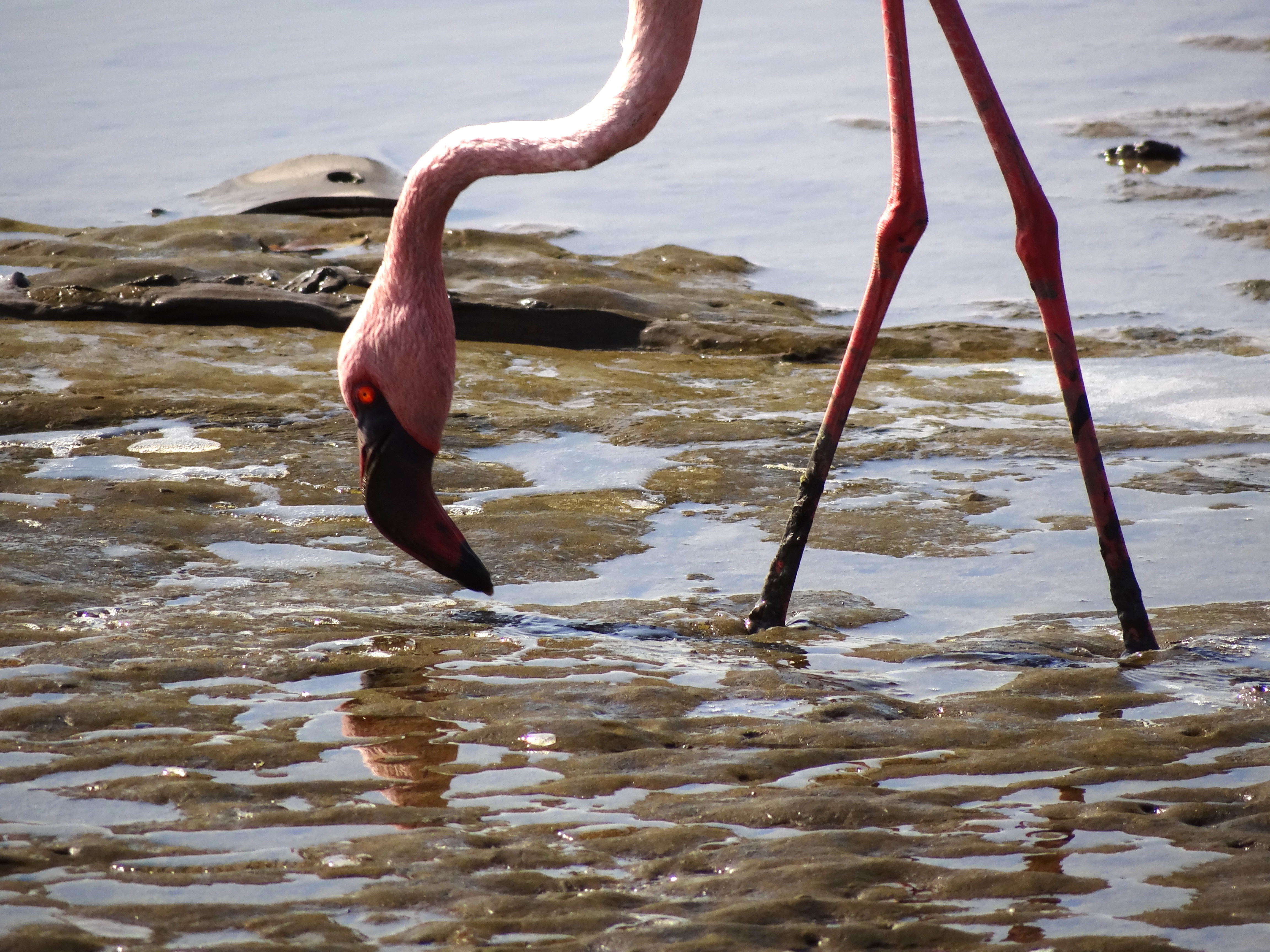
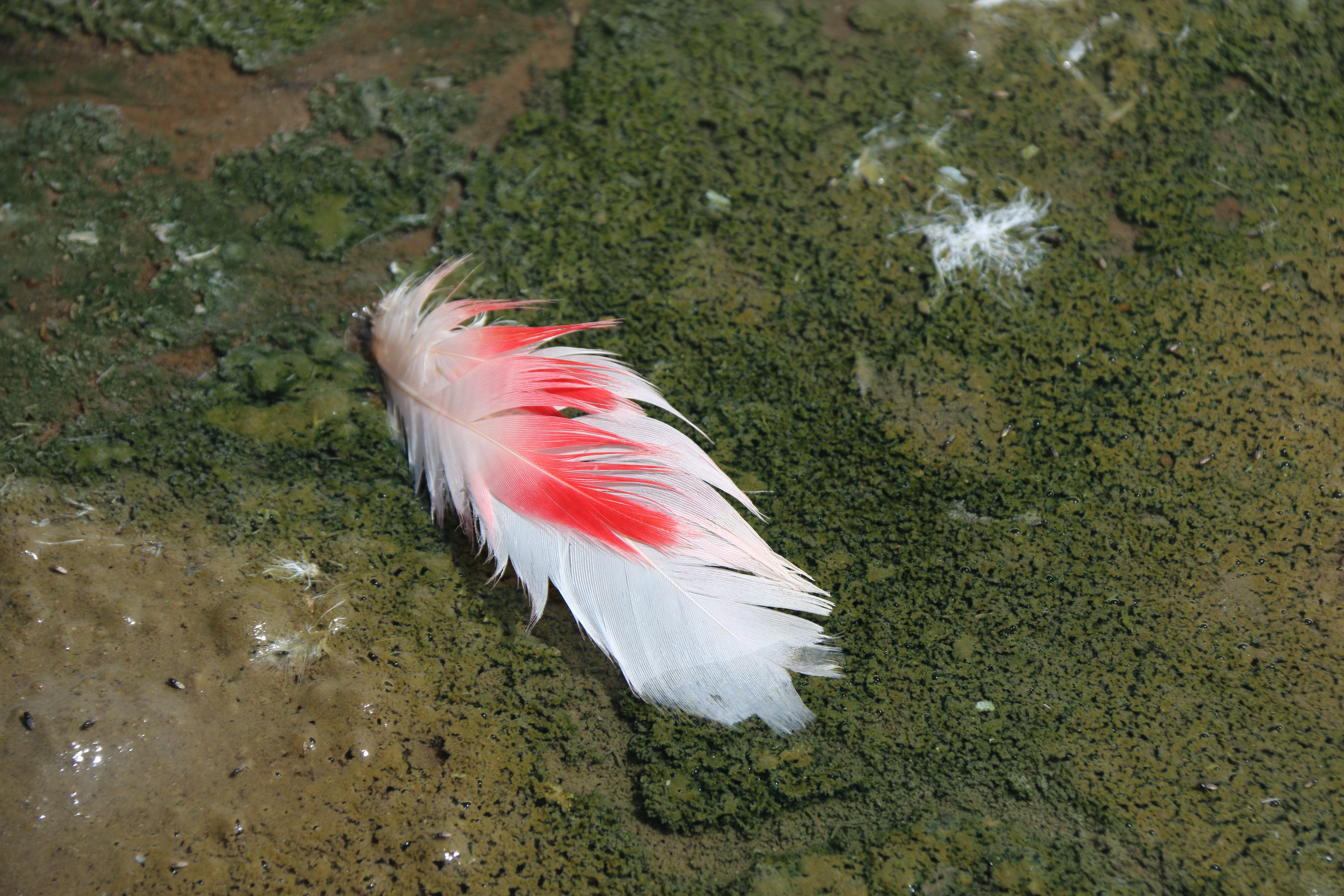

## Размножение
Сроки размножения малого фламинго нерегулярны: птицы гнездятся не каждый год и в различное время года, даже в пределах одного и того же биотопа. Одни и те же гнездовые колонии могут использоваться в разное время года. В Восточной и Южной Африке малые фламинго обычно откладывают яйца с ноября по февраль (по другим данным, с декабря по апрель, птицы могут оставаться около гнёзд до июня), а в Южной Азии — с сентября по ноябрь. В Западной Африке долгое время не могли обнаружить гнездовую колонию, после 2010 года отмечалось строительство гнёзд в январе, гнёзда с яйцами и детёнышами в период с марта по июль. В Восточной Африке малый фламинго в среднем размножается раз в два года, при этом может несколько лет подряд не откладывать яйца; по другим данным, в Восточной и Южной Африке птицы откладывают яйца раз в три года. В Восточной Африке размножение происходит в сухой сезон, а в Южной Африке — после сильных дождей.
Английский орнитолог Лесли Браун, нашедший в 1954 году колонию малых фламинго на озере Натрон в Танзании, заметил, что «здесь, в этих зловонных местах, на палящей жаре и слепящем солнце, фламинго выращивают своих птенцов». Учёный наблюдал полный цикл размножения малого фламинго в 1954—1959 годы. В 2008 году компания Уолта Диснея выпустила документальный фильм «The Crimson Wing: Mystery of the Flamingos» посвящённый размножению фламинго на озере Натрон.

### Брачное поведение
В брачном поведении фламинго обязательны элементы группового «танца». За несколько месяцев до спаривания самцы начинают возбуждаться — это проявляется в характерных позах и движениях, в которых одновременно принимают участие сотни и даже тысячи птиц. На ранних стадиях птицы демонстрируют только одну ритуальную позу, но со временем их движения и позы выстраиваются в довольно предсказуемую последовательность. Птицы могут совершать ритуальные танцы часами, при этом находиться вдалеке от гнездовой колонии, на других водоёмах. Обычно птицы, участвующие в ритуальных танцах, имеют более интенсивную окраску. Когда совершающие танец птицы встречаются с наблюдающими, последние приветственно машут крыльями.
Специалисты объясняют такое поведение стимулированием половых гормонов у большого количества птиц, что способствует их эффективному размножению. Репродуктивные инстинкты птиц срабатывают только в условиях массовости — с этой проблемой сталкивались зоопарки, в которых небольшие группы птиц не хотели размножаться. Проблема была решена после того, когда на границах вольеров были установлены специальные зеркала. Малые фламинго редко размножаются в неволе. В 2007 году на свет появилось 8 птенцов, при этом более 1000 птиц содержатся в 56 различных зоопарках. 
Когда малые фламинго находят пару, они покидают группу, совершающую ритуальный танец. Спаривание, во время которого самка нередко вынуждена упираться клювом в субстрат, происходит на мелководье либо на суше. Птицы моногамны. По одним сведениям, пары могут сохраняться в течение нескольких лет, по другим — формируются на один сезон.

### Гнездо и гнездовые колонии
Все фламинго и малый в частности — социальные птицы, образующие большие гнездовые колонии, у каждой популяции малого фламинго они свои. Известно только пять мест, в которых малые фламинго регулярно формируют гнездовые колонии: впадина Макгадикгади в Ботсване, солончак Этоша в Намибии, озеро Натрон в Танзании, солончаки Зинзувада (Zinzuwada) и Пурабчерия (Purabcheria) в штате Гуджарат в Индии. Иногда птицы устраивают колонии в других местах, но не на постоянной основе. На озере Абията в Эфиопии в 2005 году было выведено около 3 тысяч птенцов, в дельте Сенегала на юге Мавритании в 2010 году было выведено очень небольшое количество птенцов (первое зафиксированное размножение в Западной Африке). Молодые птицы безуспешно пробуют размножаться в других местах, колонии составляют не более 500 пар. На плотине Камферс в ЮАР в 2006 году был построен искусственный остров, на котором птицы успешно размножались летом 2007/2008 годов (9 тысяч птенцов) и летом 2008/2009 годов (13 тысяч птенцов). Это первое зарегистрированное размножение малого фламинго в Южной Африке и первое зарегистрированное размножение представителей вида на искусственном сооружении. Возможно, колонии существуют также на территории Большого Качского Ранна в Индии и в районе Афтут-Эс-Сахель в Мавритании. На озере Натрон в Танзании и озёрах Накуру и Элментейта в Кении малый фламинго устраивает смешанные гнездовые колонии с розовым фламинго.
Размеры колоний малого фламинго могут достигать сотен тысяч пар: в 1969 году на солончаке Этоша в Намибии они превышали 100 тысяч пар, в 1957 году на озере Натрон в Танзании — 500 тысяч пар, а в 1962 году на озере Магади в Кении достигли 1,1 миллионов пар. Обычно 75 % всей популяции малого фламинго размножается на озере Натрон. Рекордные показатели 1962 года на озере Магади были связаны с сильными дождями на соседнем озере Натрон. Для постройки гнёзд в тот год фламинго использовали 20 тысяч тонн содового субстрата, больше, чем было переработано на том же озере за весь тот год человеком. На крыло встало 300 тысяч птенцов.
Для формирования гнездовых колоний фламинго выбирают очень труднодоступные места. Колония малого фламинго в Восточной Африке была впервые обнаружена только в 1954 году. После обильных дождей территория затапливается, отрезая малых фламинго от наземных хищников, давая достаточно мягкого грунта для строительства гнезда и достаточно пищи на время сезона размножения. Малый фламинго устраивает гнёзда дальше от берега, на обширных илистых грунтах. Предпочтительными являются ситуации, когда большая вода сходит и на озёрах возникают островки, на которых можно строить гнёзда, в то время как остальная часть озера остаётся затопленной и не подпускает к птицам наземных хищников. На озере Натрон такие участки возникают у подножия вулканов Гелай (Gelai) на юге озера и Шомболе (Shompole) на севере. В 1957 году 150 тысяч пар устроили гнёзда около Шомболе и 420 тысяч пар — около Гелай.
У всех фламинговых гнёзда представляют собой кучи высохшей грязи в форме пенька или усечённого конуса с углублением в верхней части. Вокруг гнезда образуется канавка, обычно заполненная водой. Диаметр гнезда в основании достигает 35—56 см, в верхней части — 22—40 см, высота гнезда в среднем составляет 30—45 см. Высокая постройка имеет ряд преимуществ. Во-первых, в сезон проливных дождей вода в водоёме поднимается и может затопить кладку, если она расположена низко над поверхностью земли. К тому же в Восточной Африке температура на возвышении не поднимается выше 30—35 °C, что позволяет не допустить перегрева кладки (у поверхности земли она достигает 50—55 °C). Используя в том числе материалы предыдущих гнёзд, фламинго каждый раз выстраивают гнёзда заново. Наибольшая плотность гнёзд малого фламинго составляет 5 гнёзд на м². Из-за такой скученности гнёзд птицы могут защищать своё гнездо от сородичей.

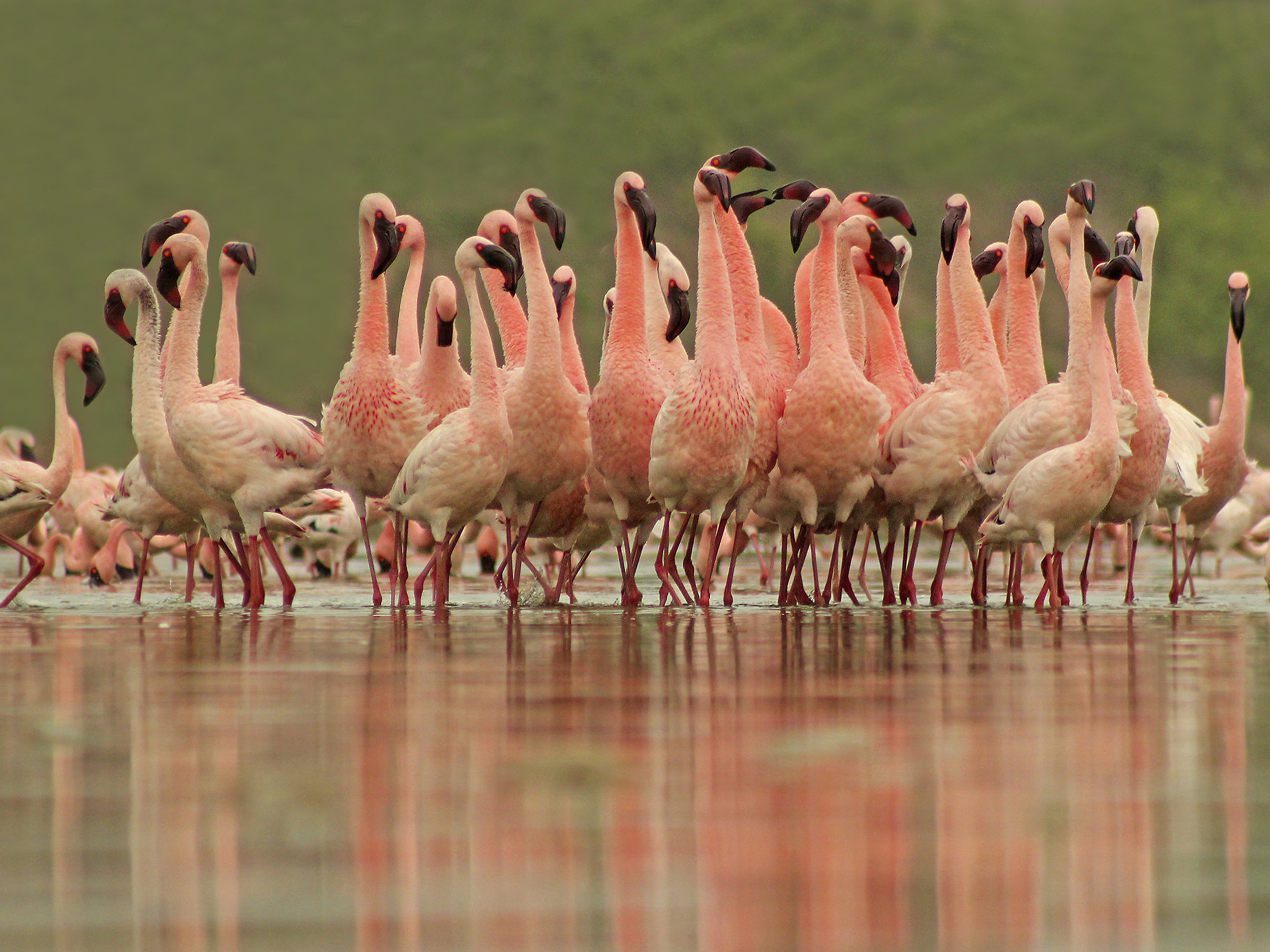
Брачный танец малого фламинго в окрестностях города Порбандар в Индии
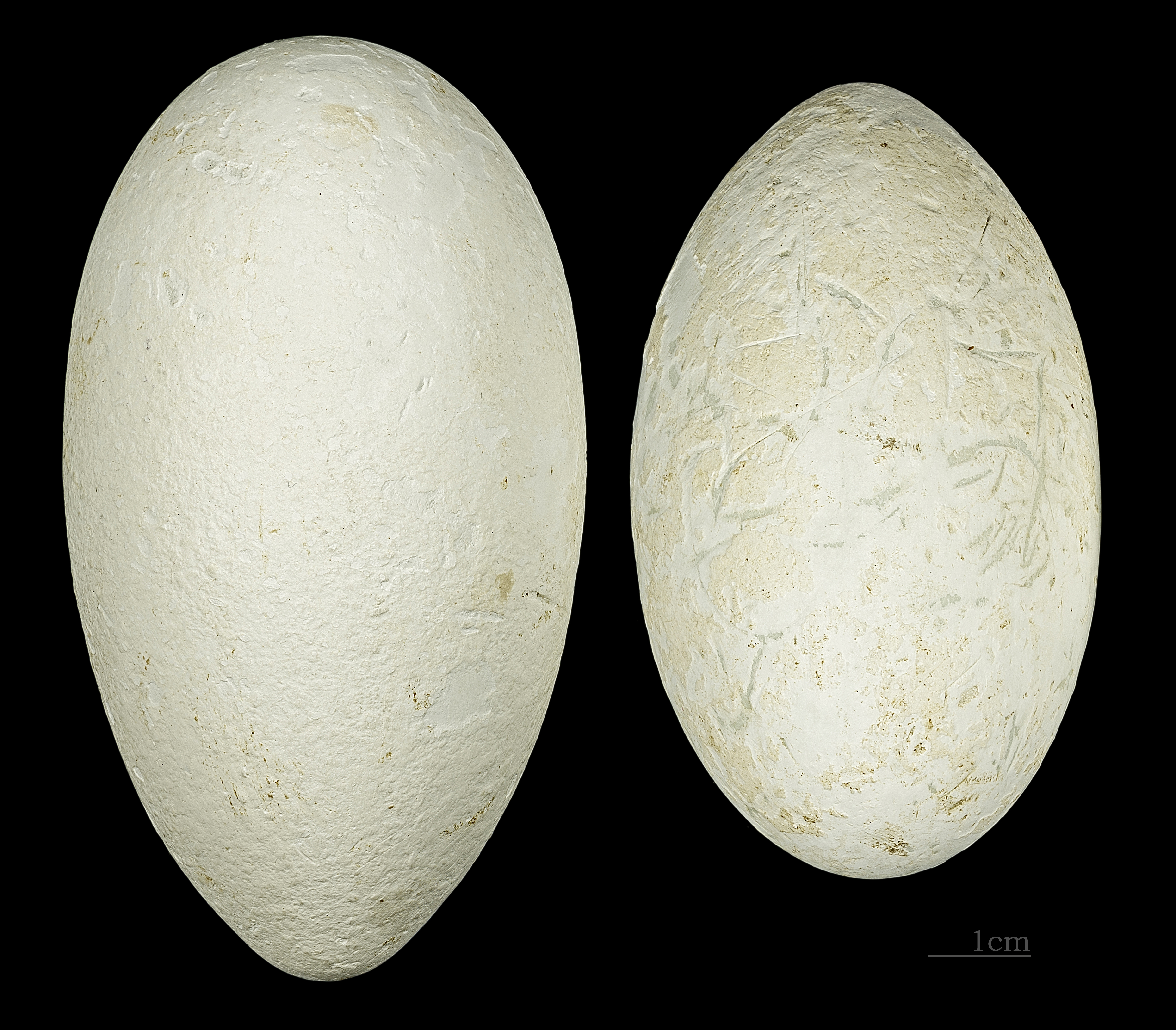
Яйца малого фламинго из Афтут-Эс-Сахель в Тулузском музее
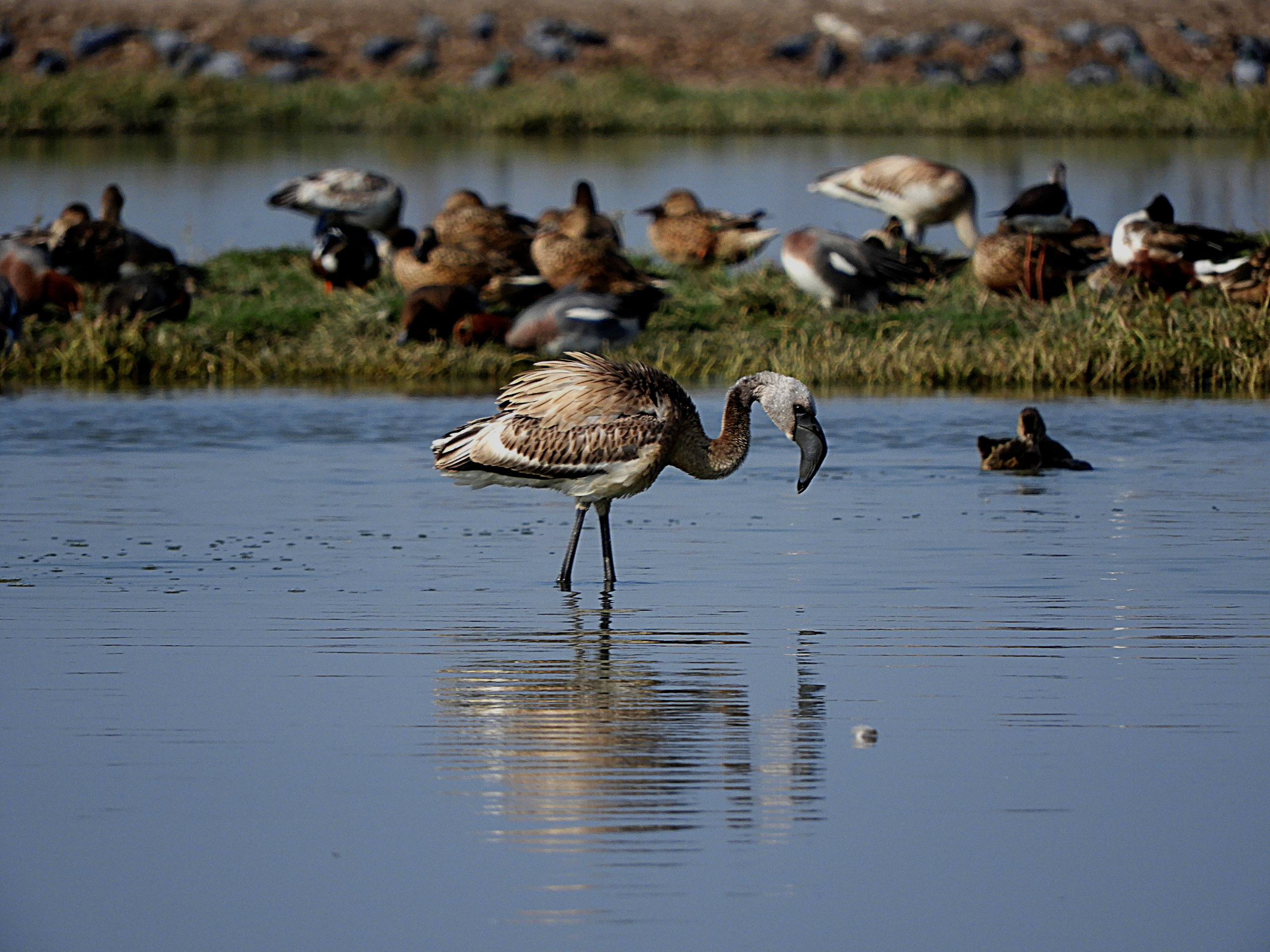
Молодой малый фламинго около города Джамнагар в Индии
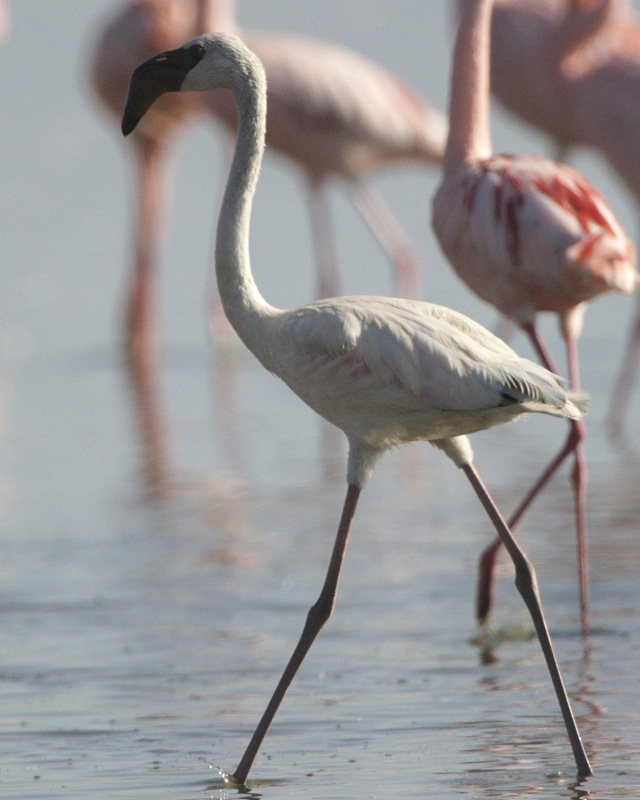
Молодой малый фламинго на озере Накуру в Кении
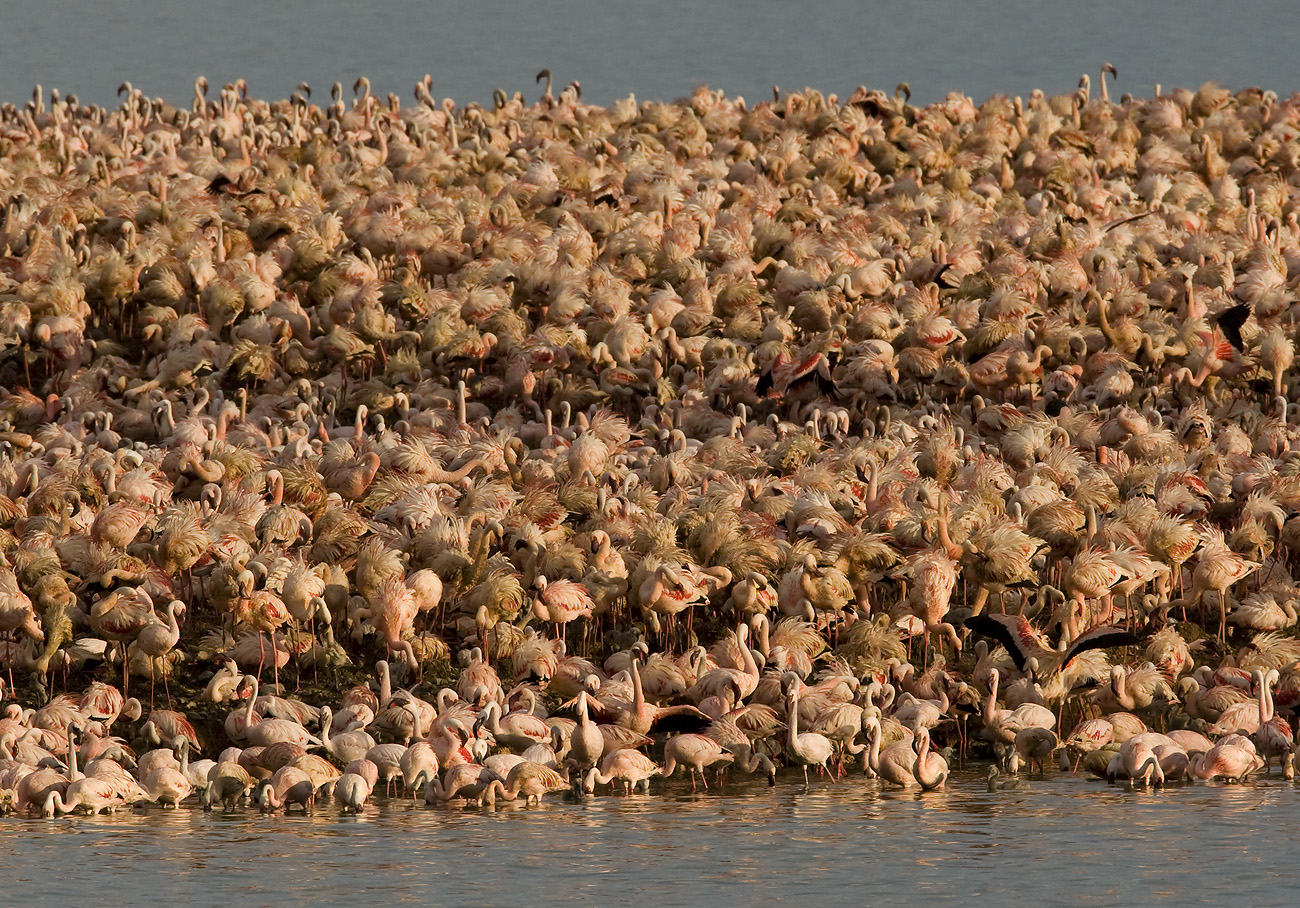
Колония на плотине Камферс

### Яйца и птенцы
В кладке одно яйцо белой окраски, его размеры в среднем составляют 78 × 49 мм, масса около 115 г. Со временем яйцо меняет цвет на серо-коричневый. Крайне редко в кладке может быть два яйца. Инкубационный период продолжается 28 дней. Насиживают по очереди самец и самка, причём в жаркую погоду сам процесс насиживания заключается в создании тени над гнездом, призванной защитить кладку от перегрева.
Птенцы в колонии появляются на свет почти одновременно. Птенцы выводкового типа. При появлении на свет они покрыты густым беловатым пухом, имеют прямой короткий клюв и короткие толстые ноги. Через две недели после вылупления клюв начинает постепенно изгибаться, в начале второго месяца первоначальный белый пух заменяется вторичным серым, ещё через две недели появляются первые признаки оперения. Первоначальный пух опадает через 70—75 дней (65—90 дней). Способность к полёту проявляется в возрасте 11 недель. Молодые птицы продолжают расти и приобретают взрослое оперение в возрасте трёх — четырёх лет.
Вылупившиеся птенцы фламинго первые несколько дней проводят на относительно прохладном возвышении гнезда. Несмотря на то, что уже через несколько дней они покидают гнездо и внешне выглядят вполне самостоятельными, их неразвитый фильтровальный аппарат не позволяет им самим добывать корм. С другой стороны, в пищеводе родителей формируется питательная смесь — «молочко», по питательной ценности не уступающее молоку млекопитающих. Такой смесью, в состав которой помимо всего прочего входят кровь и лимфа, взрослые выкармливают потомство первые две недели (подобный способ кормления также характерен для пингвинов и голубей). Впоследствии молочко заменяется наполовину переваренной пищей, вскармливание продолжается вплоть до того, как птенцы начинают летать. Родители кормят только своих птенцов. К концу второго месяца молодые делают первые попытки добыть корм, хотя их клюв ещё недостаточно развит для этого. Половая зрелость предположительно достигается в возрасте 3—4 лет.

### Успех размножения и продолжительность жизни
По мнению Брауна, на озере Натрон в среднем ежегодно появляется 130 тысяч птенцов. По данным его исследований 1953—1962 годов, на озёрах Натрон и Магади успешно были выведены 41—43 % от отложенных яиц. По другим сведениям, успех кладки малого фламинго в среднем составляет 40 %, но иногда гибнет до 100 % нелётных птенцов. Чаще всего птенцы погибают в первые три недели из-за хищников, пересыхания гнезда или завязнув в грязи около него. В 2007 году на озере Натрон ливневыми дождями смыло все гнёзда, а после того как птицы отстроили гнёзда ещё раз, колония была атакована аистами марабу (Leptoptilos crumeniferus), которые убивали птенцов и портили яйца; в 2012 году на озере появилось 120 тысяч птенцов. Успех гнездования увеличивается, если более 5 тысяч птенцов появляются на свет в течение короткого промежутка времени в несколько дней: такая сплочённая группа лучше защищена.
Большой вред птицам приносят засухи и наводнения, в результате которых озёра либо высыхают, выкристаллизовывая соли и щёлочи, либо, наоборот, заполняются, затапливая прибрежные гнёзда в период размножения. Из-за пересыхания водоёмов на ногах птиц образуются гипсовые наросты — своего рода «кандалы», — которые приводят к их массовой гибели. В 1962 году на озере Магади 50 тысяч птенцов умерло из-за того, что они не могли ходить из-за своих «кандалов», 27 тысяч птенцов были спасены добровольцами, которые разбивали их молотками, ещё несколько тысяч были спасены содовым заводом, который начал перекачивать воду в ту часть озера, в которой были птенцы. В ходе этой деятельности более 8 тысяч птенцов было окольцовано в 1962 году на озере Магади. В Южной Африке из-за пересыхающих озёр птенцы вынуждены преодолевать большие расстояния, при этом многие погибают в дороге. Летом 2000—2001 годов в Ботсване из-за быстрого высыхания солончака в Макгадикгади около 3000 птенцов прошли 50 км.
Малый фламинго обычно заселяет биотопы, непригодные для жизни большинства других организмов — по этой причине у них не так много природных врагов. Основным хищником является аист марабу. Гнёзда птиц иногда разоряют африканский ушастый гриф (Torgos tracheliotus), обыкновенный стервятник (Neophron percnopterus), степной орёл (Aquila nipalensis), орлан-крикун (Haliaeetus vocifer). Потенциальную опасность гнездовым колониям представляют наземные животные, в частности бродячие собаки, гиены, шакалы и мангусты. Их нападения могут привести к тому, что птицы оставляют колонию. Некоторые из них могут нападать на взрослых малых фламинго на кормовых участках — в частности, степной орёл в Большом Качском Ранне и обыкновенный стервятник на озере Магади. Но эти единичные случаи не представляют существенной угрозы.
Малые фламинго живут долго. Браун предположил, что средняя продолжительность жизни составляет более 20 лет, более современные исследования говорят о 40 годах. В дикой природе отлавливали птиц старше 40 лет, а в 2013 году на озере Богория нашли птицу, которая была окольцована на озере Магади в 1962 году. Кольца фламинго подвергаются коррозии в тяжёлых условиях, поэтому окольцованные птицы встречаются крайне редко.
Данных для оценки ежегодного уровня смертности недостаточно.

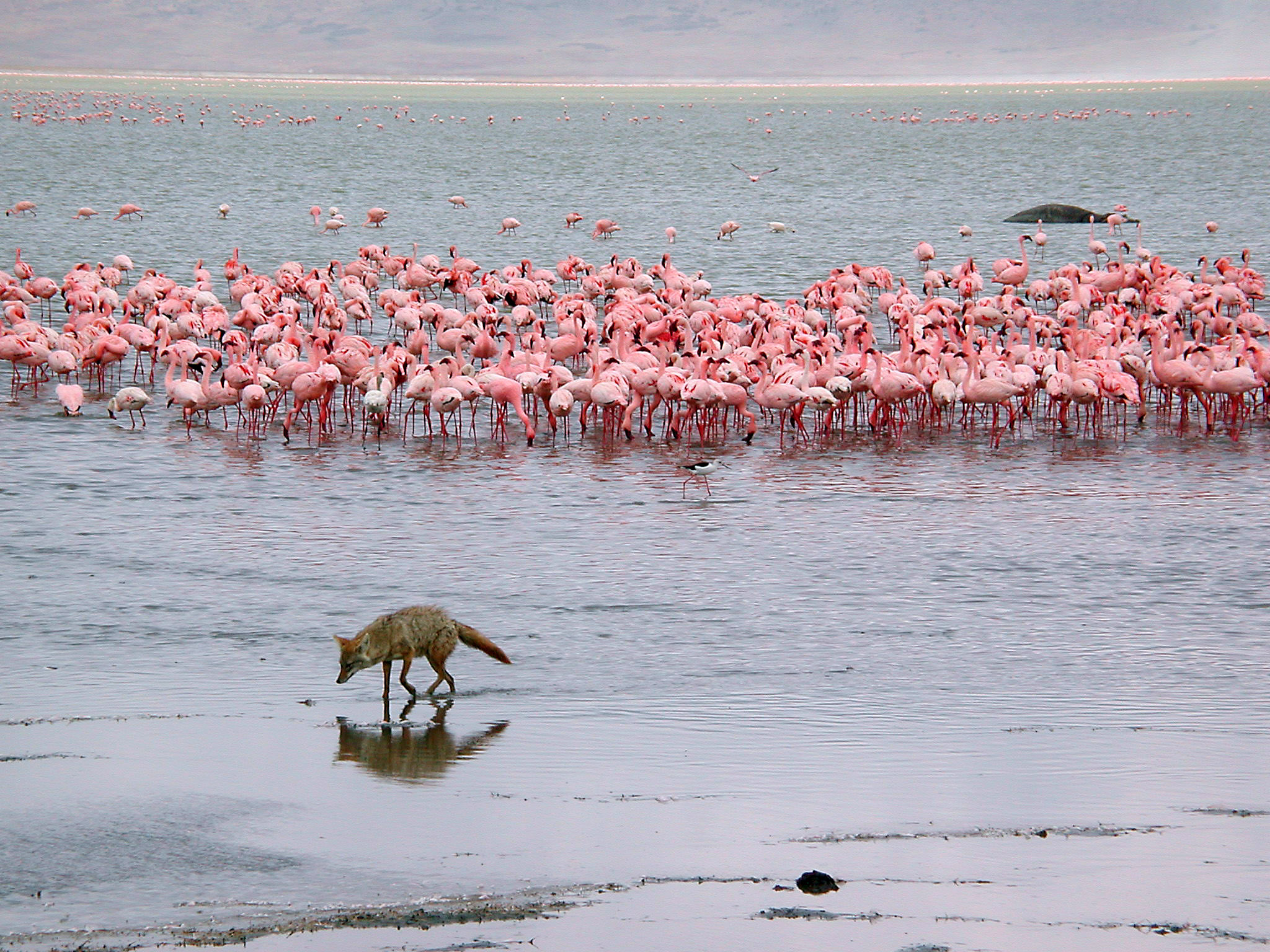
Африканский золотой волк
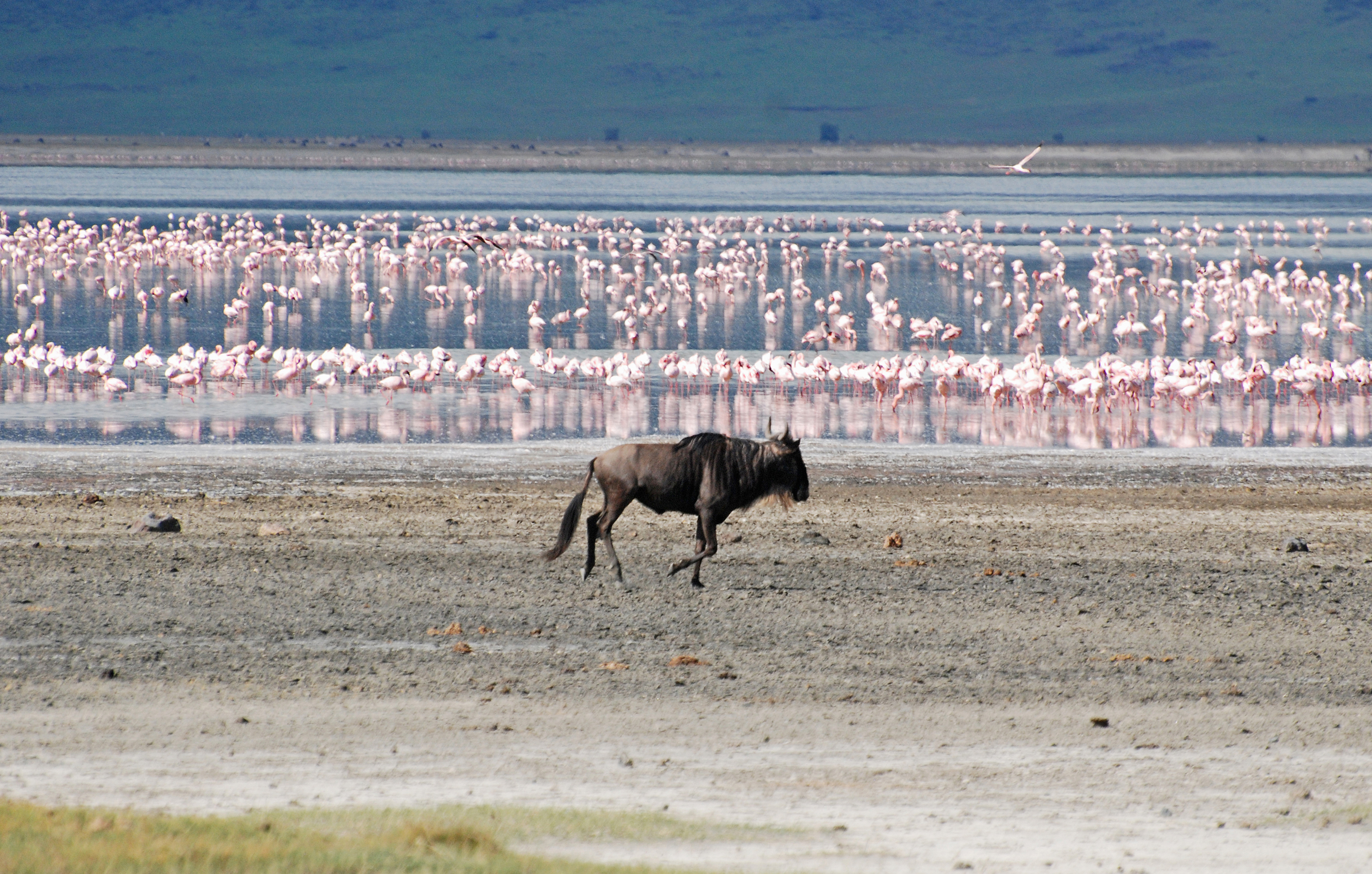
Голубой гну
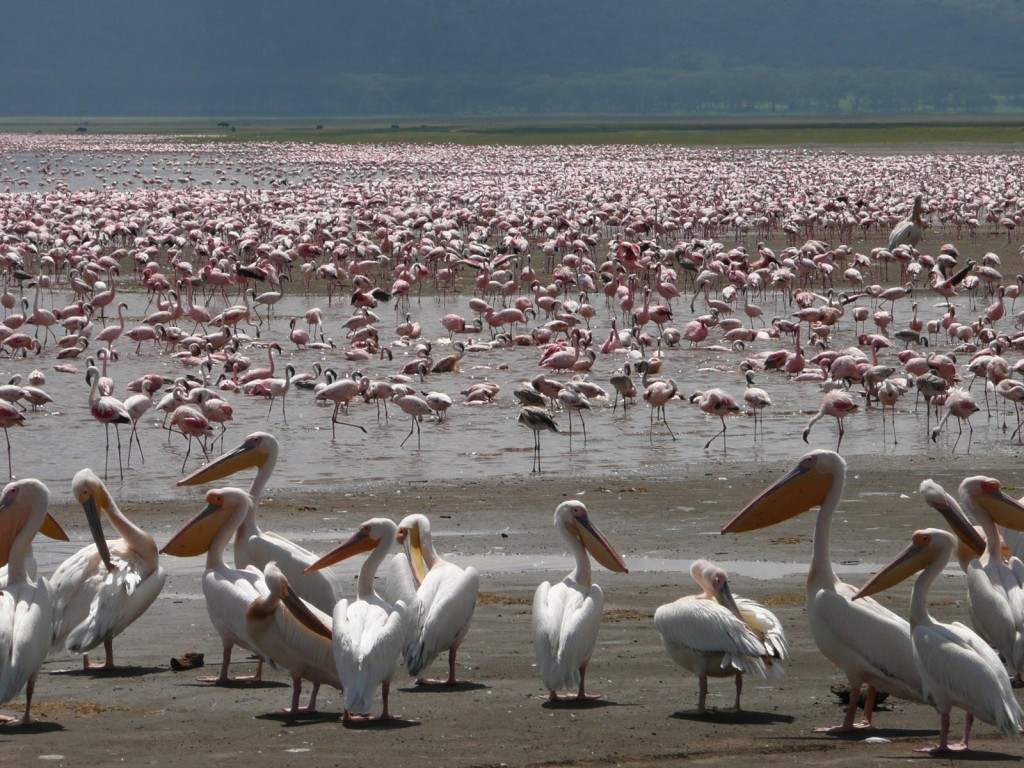
Розовый пеликан

## Взаимоотношение с человеком и охранный статус
Несмотря на большую численность, малый фламинго входит во второе приложение Конвенции о международной торговле видами дикой фауны и флоры, находящимися под угрозой исчезновения, во второе приложение Боннской конвенции по сохранению мигрирующих видов диких животных и в другие подобные списки. Международный союз охраны природы относит его к видам, близким к уязвимому положению, популяция птиц резко сокращается во всей Африке и в некоторых районах Азии.

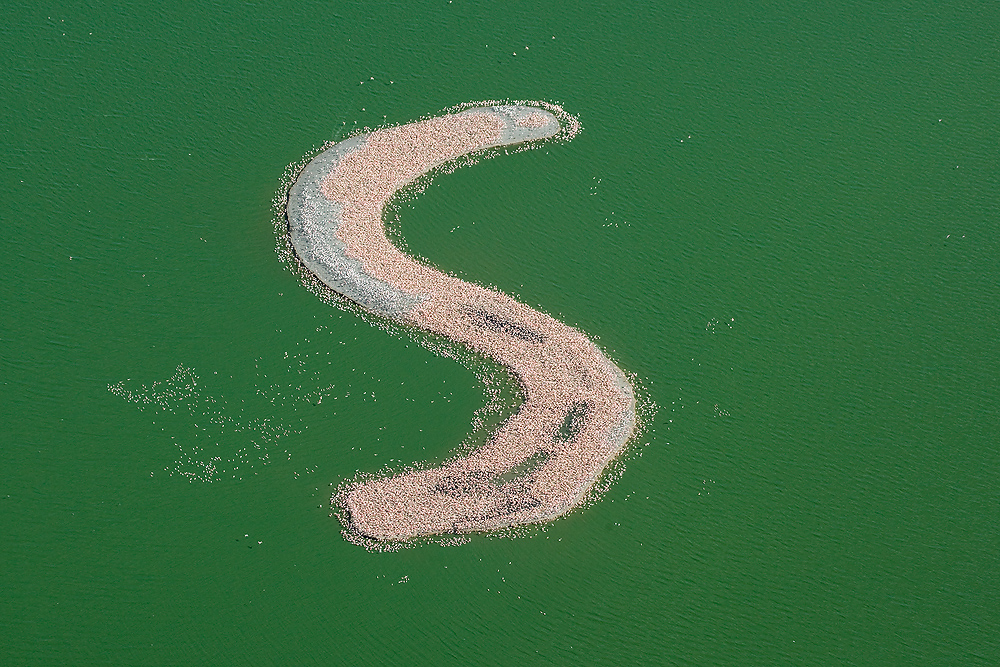
Малые фламинго на плотине Камферс

Иногда природные факторы приводят к гибели десятков тысяч птиц, но в немалой степени сокращению численности фламинго способствует хозяйственная деятельность человека. Так, исследование в районе озера Накуру в Кении показало, что увеличение потребления воды вследствие урбанизации и развития сельского хозяйства привело к истощению водотоков, снабжающих озеро водой. В результате водоём ежегодно пересыхал в 1993—1997 и 2003—2004 годах, что привело к образованию гипсовых наростов на ногах птиц и их массовой гибели в 1993, 1995, 2002, 2004 и 2006 годах.
Изменяется также качество воды и находящейся в ней пищи. При этом на одних и тех же озёрах малые фламинго страдают от интоксикации сильнее, чем розовые, что, возможно, связано с более разнообразным рационом последних. Было показано, что увеличение концентрации цианотоксинов в водоёмах Большой Рифтовой долины приводит к массовой гибели малых фламинго. Влияние токсинов на малых фламинго изучено плохо, при таком количестве поедаемой пищи (72 грамма сухих бактерий в день) и такой массе птиц (до 2 кг), птицы съедают в день несколько смертельных доз. Учёные полагают, что фламинго выводят токсины из организма, в частности они были найдены в перьях птиц. На основании исследования, проведённого в 2000-х годах на озёрах Богория, Накуру и Олоидиен, был сделан вывод, что периодическое повышение в воде концентрации синезелёных водорослей Cyanospira приводило к блокированию фильтрующего органа птиц и повышало восприимчивость птиц к инфекционным заболеваниям. Условия, в которых обитают малые фламинго, являются подходящими для развития бактерий Clostridium botulinum, возбудителей ботулизма. Среди других бактерий, оказывающих влияние на смертность малого фламинго, были обнаружены Mycobacterium avium, которые приводят к появлению туберкулёза птиц, что особенно опасно в многочисленных колониях малого фламинго; Pasteurella multocida, вызывающие холеру птиц, с чем, скорее всего, связана смертность птиц на озере Богория в 2002 году.
Крупнейшая гнездовая колония малого фламинго находится на озере Натрон в Танзании, с ней связано более 75 % общей численности вида. На некоторых водных потоках, питающих озеро, было запланировано строительство электростанции и дамбы, которая могла существенно изменить уровень воды в озере. Кроме того, на озере планируется добыча соды, что является серьёзной угрозой для выживания всего вида; возможно, содовый завод будет перенесён в район в 50 км от озера, что окажет заметно меньшее влияние на колонию малого фламинго. Планируется строительство автомагистрали через национальный парк Серенгети, что также окажет влияние на птиц на озере Натрон, так как не позволит птенцам беспрепятственно передвигаться по территории. В 1980—2010 годы численность малого фламинго в Танзании снизилась на 20—40 %. Танзания является единственной страной, в которой существует квота на отлов малого фламинго. В 1997—2003 годы было поймано 612 птиц.
Международный план действий включает создание охраняемых территорий в основных местах размножения и кормления. По данным 2008 года, природоохранные зоны находятся только в районе солончака Этоша и двух индийских колоний. Озеро Натрон, хоть и является водно-болотным угодьем, охраняемым Рамсарской конвенцией, не входит в список природоохранных зон ни в Кении, ни в Танзании.

## Систематика
|  | \| \| Phoenicopterus ruber \| \| \| \| \| \| Phoenicopterus roseus \| \| \| \| |
|  |                                                                                |
|  | Phoenicopterus chilensis                                                       |
|  |                                                                                |
|  | Phoenicopterus ruber                                                           |
|  |                                                                                |
|  | Phoenicopterus roseus                                                          |
|  |                                                                                |

|  | Phoenicopterus ruber  |
|  |                       |
|  | Phoenicopterus roseus |
|  |                       |

|  | Phoeniconaias minor                                                              |
|  |                                                                                  |
|  | \| \| Phoenicoparrus andinus \| \| \| \| \| \| Phoenicoparrus jamesi \| \| \| \| |
|  |                                                                                  |
|  | Phoenicoparrus andinus                                                           |
|  |                                                                                  |
|  | Phoenicoparrus jamesi                                                            |
|  |                                                                                  |

|  | Phoenicoparrus andinus |
|  |                        |
|  | Phoenicoparrus jamesi  |
|  |                        |

|  | \| \| Phoenicopterus ruber \| \| \| \| \| \| Phoenicopterus roseus \| \| \| \| |
|  |                                                                                |
|  | Phoenicopterus chilensis                                                       |
|  |                                                                                |
|  | Phoenicopterus ruber                                                           |
|  |                                                                                |
|  | Phoenicopterus roseus                                                          |
|  |                                                                                |

|  | Phoenicopterus ruber  |
|  |                       |
|  | Phoenicopterus roseus |
|  |                       |

|  | Phoeniconaias minor                                                              |
|  |                                                                                  |
|  | \| \| Phoenicoparrus andinus \| \| \| \| \| \| Phoenicoparrus jamesi \| \| \| \| |
|  |                                                                                  |
|  | Phoenicoparrus andinus                                                           |
|  |                                                                                  |
|  | Phoenicoparrus jamesi                                                            |
|  |                                                                                  |

|  | Phoenicoparrus andinus |
|  |                        |
|  | Phoenicoparrus jamesi  |
|  |                        |

|  | Podilymbus podiceps  |
|  |                      |
|  | Aechmophorus clarkii |
|  |                      |

|  | \| \| Phoenicopterus ruber \| \| \| \| \| \| Phoenicopterus roseus \| \| \| \| |
|  |                                                                                |
|  | Phoenicopterus chilensis                                                       |
|  |                                                                                |
|  | Phoenicopterus ruber                                                           |
|  |                                                                                |
|  | Phoenicopterus roseus                                                          |
|  |                                                                                |

|  | Phoenicopterus ruber  |
|  |                       |
|  | Phoenicopterus roseus |
|  |                       |

|  | Phoeniconaias minor                                                              |
|  |                                                                                  |
|  | \| \| Phoenicoparrus andinus \| \| \| \| \| \| Phoenicoparrus jamesi \| \| \| \| |
|  |                                                                                  |
|  | Phoenicoparrus andinus                                                           |
|  |                                                                                  |
|  | Phoenicoparrus jamesi                                                            |
|  |                                                                                  |

|  | Phoenicoparrus andinus |
|  |                        |
|  | Phoenicoparrus jamesi  |
|  |                        |

|  | \| \| Phoenicopterus ruber \| \| \| \| \| \| Phoenicopterus roseus \| \| \| \| |
|  |                                                                                |
|  | Phoenicopterus chilensis                                                       |
|  |                                                                                |
|  | Phoenicopterus ruber                                                           |
|  |                                                                                |
|  | Phoenicopterus roseus                                                          |
|  |                                                                                |

|  | Phoenicopterus ruber  |
|  |                       |
|  | Phoenicopterus roseus |
|  |                       |

|  | Phoeniconaias minor                                                              |
|  |                                                                                  |
|  | \| \| Phoenicoparrus andinus \| \| \| \| \| \| Phoenicoparrus jamesi \| \| \| \| |
|  |                                                                                  |
|  | Phoenicoparrus andinus                                                           |
|  |                                                                                  |
|  | Phoenicoparrus jamesi                                                            |
|  |                                                                                  |

|  | Phoenicoparrus andinus |
|  |                        |
|  | Phoenicoparrus jamesi  |
|  |                        |

|  | Podilymbus podiceps  |
|  |                      |
|  | Aechmophorus clarkii |
|  |                      |

|  | \| \| Phoenicopterus ruber \| \| \| \| \| \| Phoenicopterus roseus \| \| \| \| |
|  |                                                                                |
|  | Phoenicopterus chilensis                                                       |
|  |                                                                                |
|  | Phoenicopterus ruber                                                           |
|  |                                                                                |
|  | Phoenicopterus roseus                                                          |
|  |                                                                                |

|  | Phoenicopterus ruber  |
|  |                       |
|  | Phoenicopterus roseus |
|  |                       |

|  | Phoeniconaias minor                                                              |
|  |                                                                                  |
|  | \| \| Phoenicoparrus andinus \| \| \| \| \| \| Phoenicoparrus jamesi \| \| \| \| |
|  |                                                                                  |
|  | Phoenicoparrus andinus                                                           |
|  |                                                                                  |
|  | Phoenicoparrus jamesi                                                            |
|  |                                                                                  |

|  | Phoenicoparrus andinus |
|  |                        |
|  | Phoenicoparrus jamesi  |
|  |                        |

|  | \| \| Phoenicopterus ruber \| \| \| \| \| \| Phoenicopterus roseus \| \| \| \| |
|  |                                                                                |
|  | Phoenicopterus chilensis                                                       |
|  |                                                                                |
|  | Phoenicopterus ruber                                                           |
|  |                                                                                |
|  | Phoenicopterus roseus                                                          |
|  |                                                                                |

|  | Phoenicopterus ruber  |
|  |                       |
|  | Phoenicopterus roseus |
|  |                       |

|  | Phoeniconaias minor                                                              |
|  |                                                                                  |
|  | \| \| Phoenicoparrus andinus \| \| \| \| \| \| Phoenicoparrus jamesi \| \| \| \| |
|  |                                                                                  |
|  | Phoenicoparrus andinus                                                           |
|  |                                                                                  |
|  | Phoenicoparrus jamesi                                                            |
|  |                                                                                  |

|  | Phoenicoparrus andinus |
|  |                        |
|  | Phoenicoparrus jamesi  |
|  |                        |

|  | Podilymbus podiceps  |
|  |                      |
|  | Aechmophorus clarkii |
|  |                      |

|  | \| \| Phoenicopterus ruber \| \| \| \| \| \| Phoenicopterus roseus \| \| \| \| |
|  |                                                                                |
|  | Phoenicopterus chilensis                                                       |
|  |                                                                                |
|  | Phoenicopterus ruber                                                           |
|  |                                                                                |
|  | Phoenicopterus roseus                                                          |
|  |                                                                                |

|  | Phoenicopterus ruber  |
|  |                       |
|  | Phoenicopterus roseus |
|  |                       |

|  | Phoeniconaias minor                                                              |
|  |                                                                                  |
|  | \| \| Phoenicoparrus andinus \| \| \| \| \| \| Phoenicoparrus jamesi \| \| \| \| |
|  |                                                                                  |
|  | Phoenicoparrus andinus                                                           |
|  |                                                                                  |
|  | Phoenicoparrus jamesi                                                            |
|  |                                                                                  |

|  | Phoenicoparrus andinus |
|  |                        |
|  | Phoenicoparrus jamesi  |
|  |                        |

|  | \| \| Phoenicopterus ruber \| \| \| \| \| \| Phoenicopterus roseus \| \| \| \| |
|  |                                                                                |
|  | Phoenicopterus chilensis                                                       |
|  |                                                                                |
|  | Phoenicopterus ruber                                                           |
|  |                                                                                |
|  | Phoenicopterus roseus                                                          |
|  |                                                                                |

|  | Phoenicopterus ruber  |
|  |                       |
|  | Phoenicopterus roseus |
|  |                       |

|  | Phoeniconaias minor                                                              |
|  |                                                                                  |
|  | \| \| Phoenicoparrus andinus \| \| \| \| \| \| Phoenicoparrus jamesi \| \| \| \| |
|  |                                                                                  |
|  | Phoenicoparrus andinus                                                           |
|  |                                                                                  |
|  | Phoenicoparrus jamesi                                                            |
|  |                                                                                  |

|  | Phoenicoparrus andinus |
|  |                        |
|  | Phoenicoparrus jamesi  |
|  |                        |

|  | Podilymbus podiceps  |
|  |                      |
|  | Aechmophorus clarkii |
|  |                      |

|  | Spheniscidae      |
|  |                   |
|  | Procellariiformes |
|  |                   |

|  | \| \| Phoenicopterus ruber \| \| \| \| \| \| Phoenicopterus roseus \| \| \| \| |
|  |                                                                                |
|  | Phoenicopterus chilensis                                                       |
|  |                                                                                |
|  | Phoenicopterus ruber                                                           |
|  |                                                                                |
|  | Phoenicopterus roseus                                                          |
|  |                                                                                |

|  | Phoenicopterus ruber  |
|  |                       |
|  | Phoenicopterus roseus |
|  |                       |

|  | Phoeniconaias minor                                                              |
|  |                                                                                  |
|  | \| \| Phoenicoparrus andinus \| \| \| \| \| \| Phoenicoparrus jamesi \| \| \| \| |
|  |                                                                                  |
|  | Phoenicoparrus andinus                                                           |
|  |                                                                                  |
|  | Phoenicoparrus jamesi                                                            |
|  |                                                                                  |

|  | Phoenicoparrus andinus |
|  |                        |
|  | Phoenicoparrus jamesi  |
|  |                        |

|  | \| \| Phoenicopterus ruber \| \| \| \| \| \| Phoenicopterus roseus \| \| \| \| |
|  |                                                                                |
|  | Phoenicopterus chilensis                                                       |
|  |                                                                                |
|  | Phoenicopterus ruber                                                           |
|  |                                                                                |
|  | Phoenicopterus roseus                                                          |
|  |                                                                                |

|  | Phoenicopterus ruber  |
|  |                       |
|  | Phoenicopterus roseus |
|  |                       |

|  | Phoeniconaias minor                                                              |
|  |                                                                                  |
|  | \| \| Phoenicoparrus andinus \| \| \| \| \| \| Phoenicoparrus jamesi \| \| \| \| |
|  |                                                                                  |
|  | Phoenicoparrus andinus                                                           |
|  |                                                                                  |
|  | Phoenicoparrus jamesi                                                            |
|  |                                                                                  |

|  | Phoenicoparrus andinus |
|  |                        |
|  | Phoenicoparrus jamesi  |
|  |                        |

|  | Podilymbus podiceps  |
|  |                      |
|  | Aechmophorus clarkii |
|  |                      |

|  | \| \| Phoenicopterus ruber \| \| \| \| \| \| Phoenicopterus roseus \| \| \| \| |
|  |                                                                                |
|  | Phoenicopterus chilensis                                                       |
|  |                                                                                |
|  | Phoenicopterus ruber                                                           |
|  |                                                                                |
|  | Phoenicopterus roseus                                                          |
|  |                                                                                |

|  | Phoenicopterus ruber  |
|  |                       |
|  | Phoenicopterus roseus |
|  |                       |

|  | Phoeniconaias minor                                                              |
|  |                                                                                  |
|  | \| \| Phoenicoparrus andinus \| \| \| \| \| \| Phoenicoparrus jamesi \| \| \| \| |
|  |                                                                                  |
|  | Phoenicoparrus andinus                                                           |
|  |                                                                                  |
|  | Phoenicoparrus jamesi                                                            |
|  |                                                                                  |

|  | Phoenicoparrus andinus |
|  |                        |
|  | Phoenicoparrus jamesi  |
|  |                        |

|  | \| \| Phoenicopterus ruber \| \| \| \| \| \| Phoenicopterus roseus \| \| \| \| |
|  |                                                                                |
|  | Phoenicopterus chilensis                                                       |
|  |                                                                                |
|  | Phoenicopterus ruber                                                           |
|  |                                                                                |
|  | Phoenicopterus roseus                                                          |
|  |                                                                                |

|  | Phoenicopterus ruber  |
|  |                       |
|  | Phoenicopterus roseus |
|  |                       |

|  | Phoeniconaias minor                                                              |
|  |                                                                                  |
|  | \| \| Phoenicoparrus andinus \| \| \| \| \| \| Phoenicoparrus jamesi \| \| \| \| |
|  |                                                                                  |
|  | Phoenicoparrus andinus                                                           |
|  |                                                                                  |
|  | Phoenicoparrus jamesi                                                            |
|  |                                                                                  |

|  | Phoenicoparrus andinus |
|  |                        |
|  | Phoenicoparrus jamesi  |
|  |                        |

|  | Podilymbus podiceps  |
|  |                      |
|  | Aechmophorus clarkii |
|  |                      |

|  | \| \| Phoenicopterus ruber \| \| \| \| \| \| Phoenicopterus roseus \| \| \| \| |
|  |                                                                                |
|  | Phoenicopterus chilensis                                                       |
|  |                                                                                |
|  | Phoenicopterus ruber                                                           |
|  |                                                                                |
|  | Phoenicopterus roseus                                                          |
|  |                                                                                |

|  | Phoenicopterus ruber  |
|  |                       |
|  | Phoenicopterus roseus |
|  |                       |

|  | Phoeniconaias minor                                                              |
|  |                                                                                  |
|  | \| \| Phoenicoparrus andinus \| \| \| \| \| \| Phoenicoparrus jamesi \| \| \| \| |
|  |                                                                                  |
|  | Phoenicoparrus andinus                                                           |
|  |                                                                                  |
|  | Phoenicoparrus jamesi                                                            |
|  |                                                                                  |

|  | Phoenicoparrus andinus |
|  |                        |
|  | Phoenicoparrus jamesi  |
|  |                        |

|  | \| \| Phoenicopterus ruber \| \| \| \| \| \| Phoenicopterus roseus \| \| \| \| |
|  |                                                                                |
|  | Phoenicopterus chilensis                                                       |
|  |                                                                                |
|  | Phoenicopterus ruber                                                           |
|  |                                                                                |
|  | Phoenicopterus roseus                                                          |
|  |                                                                                |

|  | Phoenicopterus ruber  |
|  |                       |
|  | Phoenicopterus roseus |
|  |                       |

|  | Phoeniconaias minor                                                              |
|  |                                                                                  |
|  | \| \| Phoenicoparrus andinus \| \| \| \| \| \| Phoenicoparrus jamesi \| \| \| \| |
|  |                                                                                  |
|  | Phoenicoparrus andinus                                                           |
|  |                                                                                  |
|  | Phoenicoparrus jamesi                                                            |
|  |                                                                                  |

|  | Phoenicoparrus andinus |
|  |                        |
|  | Phoenicoparrus jamesi  |
|  |                        |

|  | Podilymbus podiceps  |
|  |                      |
|  | Aechmophorus clarkii |
|  |                      |

|  | \| \| Phoenicopterus ruber \| \| \| \| \| \| Phoenicopterus roseus \| \| \| \| |
|  |                                                                                |
|  | Phoenicopterus chilensis                                                       |
|  |                                                                                |
|  | Phoenicopterus ruber                                                           |
|  |                                                                                |
|  | Phoenicopterus roseus                                                          |
|  |                                                                                |

|  | Phoenicopterus ruber  |
|  |                       |
|  | Phoenicopterus roseus |
|  |                       |

|  | Phoeniconaias minor                                                              |
|  |                                                                                  |
|  | \| \| Phoenicoparrus andinus \| \| \| \| \| \| Phoenicoparrus jamesi \| \| \| \| |
|  |                                                                                  |
|  | Phoenicoparrus andinus                                                           |
|  |                                                                                  |
|  | Phoenicoparrus jamesi                                                            |
|  |                                                                                  |

|  | Phoenicoparrus andinus |
|  |                        |
|  | Phoenicoparrus jamesi  |
|  |                        |

|  | \| \| Phoenicopterus ruber \| \| \| \| \| \| Phoenicopterus roseus \| \| \| \| |
|  |                                                                                |
|  | Phoenicopterus chilensis                                                       |
|  |                                                                                |
|  | Phoenicopterus ruber                                                           |
|  |                                                                                |
|  | Phoenicopterus roseus                                                          |
|  |                                                                                |

|  | Phoenicopterus ruber  |
|  |                       |
|  | Phoenicopterus roseus |
|  |                       |

|  | Phoeniconaias minor                                                              |
|  |                                                                                  |
|  | \| \| Phoenicoparrus andinus \| \| \| \| \| \| Phoenicoparrus jamesi \| \| \| \| |
|  |                                                                                  |
|  | Phoenicoparrus andinus                                                           |
|  |                                                                                  |
|  | Phoenicoparrus jamesi                                                            |
|  |                                                                                  |

|  | Phoenicoparrus andinus |
|  |                        |
|  | Phoenicoparrus jamesi  |
|  |                        |

|  | Podilymbus podiceps  |
|  |                      |
|  | Aechmophorus clarkii |
|  |                      |

|  | Spheniscidae      |
|  |                   |
|  | Procellariiformes |
|  |                   |

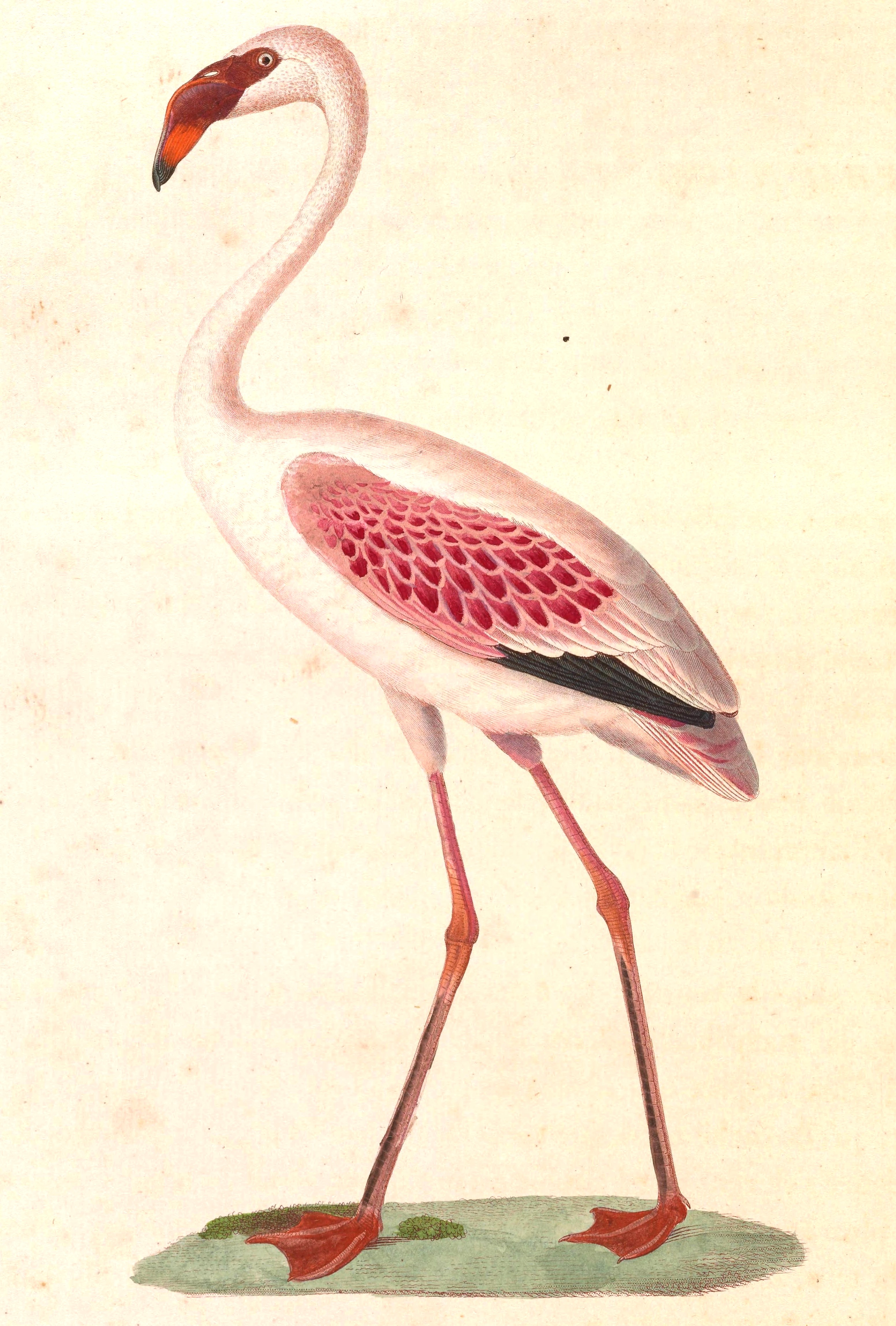
Иллюстрация 1838 года

Малый фламинго был описан французским зоологом Этьенном Жоффруа Сент-Илером в 1798 году. В 1869 году британский зоолог Джордж Роберт Грей исследовал строение клювов известных фламинго и выделил несколько подродов, включая Phoeniconaias, в который он определил птиц из Индии (Phoenicopterus rubidus) и из Южной Африки (Phoenicopterus minor) на основании более узкого надклювья, чем у остальных фламинго, отмечая при этом незначительные различия у них в строении подклювья. Уже тогда некоторые учёные объединяли их в один вид. В XIX веке малого фламинго из Индии также называли Phoenicopterus blythi, а из Южной Африки — Phoenicopterus parvus. Названия всех родов фламинго связаны с древнегреческим корнем др.-греч. φοῖνιξ — «багровый». В Древней Греции краснокрылые птицы получили название по имени финикийцев, с которыми греков связывали торговые отношения. Phoeniconaias — тёмно-красные водяные нимфы (наяды).
Американский орнитолог Олден Холмс Миллер в 1963 году описал три вида ископаемых фламинго в районе озера Эйр в Австралии. Среди них Phoeniconaias gracilis, голотипом которого является хорошо сохранившийся дистальный конец левой цевки. Миллер отнёс остатки, которые также включали фрагменты правой цевки, к раннему плейстоцену. Возможно, этот же вид был описан в 1905 году английским орнитологом Чарлзом Уолтером Де Висом как Ocyplanus proeses. В 1991 году Жак Шеневаль (фр. Jacques Cheneval), Леонард Гинсбург, Сесиль Муре-Шовире и Бенджавун Ратанаштейн (Benjavun Ratanasthien) описали остатки Phoeniconaias siamensis раннего миоцена из Таиланда. Голотипом послужил дистальный конец правой цевки, кроме него было обнаружено большое количество других костей. Ископаемый фламинго из Таиланда крупнее малого фламинго, а из Австралии — меньше. В связи с тем, что Harrisonavis croizeti и Leakeyornis aethiopicus раннего и среднего миоцена учёные относят к стем-группе семейства фламинговых, немецкий палеонтолог Геральд Майр усомнился в корректной классификации остатков из Таиланда.
Современные виды семейства фламинго можно разделить на две группы на основе строения клюва. У птиц рода фламинго (Phoenicopterus) наблюдается примитивное строение. Надклювье у этих птиц имеет одинаковую ширину с нижней челюстью, или немного шире, оставляя небольшое пространство в закрытом состоянии, которое позволяет фильтровать крупные частицы, в частности, моллюсков и ракообразных. Представители родов малые фламинго (Phoeniconaias) и короткоклювые фламинго (Phoenicoparrus) имеют более специализированный кормовой аппарат. У них надклювье заметно у́же подклювья и плотно прилегает к нему, что позволяет фильтровать только более мелкие частицы, в основном синезелёные и диатомовые водоросли. Согласно молекулярным исследованиям Торреса и соавторов, разделение по строению клюва произошло в плиоцене или раннем плейстоцене 1,7—3,9 млн лет назад. Различие между малыми и короткоклювыми фламинго связано с наличием или отсутствием заднего пальца на ногах. Некоторые учёные считают его несущественным и полагают синонимичность родов малые и короткоклювые фламинго. Часто всех современных фламинго объединяют в один род фламинго. Международный союз орнитологов относит вид к роду малые фламинго (Phoeniconaias) и не выделяет подвидов.